# 桜谷軽便鉄道

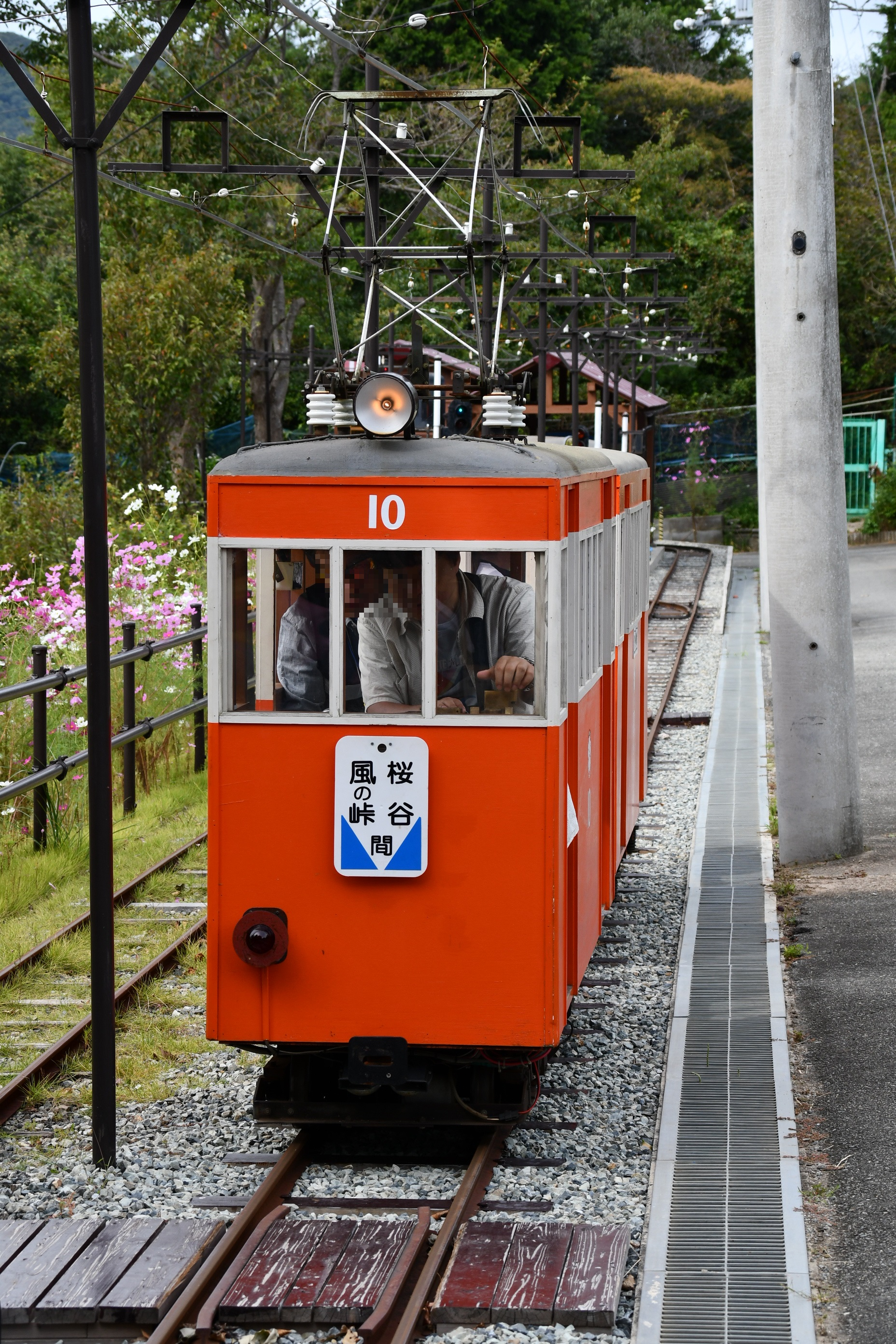
桜谷～風の峠間を走行する10番電車

桜谷軽便鉄道（さくらだにけいべんてつどう、櫻谷輕便鐵道）は、大阪府北摂（豊能）にある個人所有の庭園鉄道である。法律上の鉄道ではなく、鉄道模型扱いである。

## 概要
大阪府豊能郡豊能町に所在する、個人の趣味で敷設された15インチゲージの庭園鉄道（鉄道模型）である。法規上の鉄道ではなく、個人所有の鉄道模型である。名称はかつて存在した桜谷鉱山にちなむ。

## 桜谷軽便鉄道の起源
オーナーの持元 節夫（もちもと せつお）は仲間と共に半導体関連の会社を共同経営していた。
退職後の1990年代半ば、大阪で偶然本物の鉄道用レールを扱う会社を発見し、6kgレール1本（5m半ほど）約7千円と廉価であったことに驚き、購入したことから桜谷軽便鉄道の歴史が始まった。当初は観賞用に設置したが、その後線路を伸ばし、手押しトロッコやバッテリー駆動車を製作して走らせた。初期の頃は現在のように多くの人が乗って楽しむというものではなく、トロッコをビール瓶の持ち運びに使うなど、自宅内での実用にも供していた。設備が充実するにつれ、見物客が増え、近隣住民の目を気にせざるを得なくなった、（15インチ車両とは別の市販品の）蒸気機関車の煙が近所迷惑になるなどの理由で後述の南山線への移転に至った。

## 歴史
桜谷軽便鉄道としての起源は1998年5月5日の軌道線全通に求められる。その後規模は拡張し続け、2001年8月10日には専用の土地を購入して南山線が開業。その後も車両のみならず、側線や信号機の増設を経て現在に至る。

### 年表

#### 黎明期（無名時代）
- 1990年代前半 - 6kgレールを観賞用として購入。以降自宅を囲むように後の軌道線となる路線を徐々に敷設。
- 1995年
  - 8月 - 28号資材台車製造
- 1996年
  - 7月 - 10号鉱車、16号台車製造
  - 11月 - 1号バッテリー機関車製造
- 1997年
  - 5月 - 2号バッテリー機関車製造
  - 7月 - 20号鉱車製造
  - 12月 - 3号バッテリー動車製造

#### 軌道線時代
- 1998年
  - 5月5日 - 桜谷軽便鉄道軌道線全通[4]
  - 10月 - 4号ガソリン機関車、101号客車製造
- 1999年
  - 5月 - 5号電気機関車製造
  - 10月 - デハ6電車製造
- 2000年
  - 1月 - 3号バッテリー動車寄贈
  - 5月 - 7号バッテリー機関車製造
  - 11月 - 8号蒸気機関車製造
- 2001年
  - 5月 - 南山線着工[8]

#### 南山線時代（現在）
- 2001年
  - 8月10日 - 桜谷軽便鉄道　南山線開通（当時非電化）。同時に桜谷駅、風の峠駅が開業[9]。

- - 8月11日 - 開通式[10]。テレビの取材もあるなど、話題になった[11]。
  - 12月 - 300系301号客車製造。
- 2002年
  - 2月 - 300系302号客車製造。
  - 5月 - B5ガソリン機関車製造。
- 2003年
  - 2月 - キハ3ガソリン動車製造。
- 2004年
  - 1月 - デキ12電気機関車製造。
  - 2月1日 - 全線電化[9]。
  - 7月 - ホハ150客車製造。
  - 11月 - ホト71貨車製造。
- 2005年
  - 2月 - 4号ガソリン機関車、B5ガソリン機関車寄贈。
  - 5月 - モハ1408電車製造。
- 2006年
  - 8月 - デキ3電気機関車製造。
- 2008年
  - 時期不詳 - 風の峠駅2線化工事竣工。新設の西側線路を1番線に制定。[注釈 3][8]。
  - 1月23日 - tv-asahi「ナニコレ珍百景」第一回の放送で珍百景第1号として認定される[12]。
  - 6月 - 10号鉱車寄贈。
  - 7月 - 201号客車（二代）製造。
- 2009年
  - 時期不詳 - 桜谷駅の水平化工事竣工[8]。
  - 2月 - 61号人車製造。
  - 9月 - 101号客車寄贈。

- 2010年
  - 時期不詳 - 風の峠駅構内配線を変更。見通しの悪い旧本線入線カーブを廃止[注釈 4][8]。
  - 1月 - ホハ7客車製造。
  - 8月 - シグナス森林鉄道に仮設の臨時線を敷設し、共同運転会を開催[13]。
  - 8月 - D11 9電気式ガソリン機関車製造。
- 2011年
  - 時期不詳 - 本線西側に柵を設け、下部軌道（現こども人車軌道）からの歩道を整備。斜面に桜の苗木を植樹[8]。
  - 3月 - デハ6電車寄贈。
  - 6月 - 10号電車製造。
- 2012年
  - 2月 - DD11 9電気式ガソリン機関車寄贈。
  - 7月 - キハD11ガソリン動車製造。
- 2013年
  - 4月 - ED51電気機関車製造。
  - 11月 - キハ3ガソリン動車をホハ8客車に改造[14][15]。
- 2014年
  - 時期不詳 - 下部軌道を休止[16]。
- 2015年
  - 1月 - 諸事情により南山線の運転会を休止[14]。
  - 4月 - 南山線の運転会を再開[14]。
  - 8月 - 人車（車号なし、二代）製造。下部軌道がこども人車軌道として再開[17]。
- 2016年
  - 4月 - 風の峠裏手にインクライン（工事用）が完成[14]。
  - 10月1日 - 桜谷駅新駅舎竣工[14]。
- 2017年
  - 8月 - デキ3電気機関車廃車。
- 2018年
  - 4月 - 風の峠車庫1番線の線路の作業所内部分が本線から分断される[注釈 5][14]。
  - 5月 - 風の峠車庫0番線が1番線に名称変更、入口に扉が設置される。
- 2019年
  - 9月 - この時期までに8号蒸気機関車がボイラー故障等により運用を離脱[18]。
  - 9月 - 7号バッテリー機関車に英国の小鉄道風の塗装が施される[18]。
  - 11月 - 月例運転会での免許試験・講習を休止[14]。
- 2020年
  - 3月 - この月以降、新型コロナウイルス感染症（COVID-19）の感染拡大防止のため、月例運転会を休止[14]。
  - 5月 - 休車状態となっていた8号蒸気機関車をバッテリー機関車に改造し、復旧。部品供出のため2号バッテリー機関車を無動力化[15]。
  - 6月 - この月以降、新型コロナウイルス感染症（COVID-19）の感染拡大防止のため、月2回の貸切運転会を実施。[14]以降感染状況により中止・再開を繰り返しながら貸切運転会が実施される。
  - 6月6日 - 動画投稿サイトYouTubeでの動画投稿を開始[19]。
  - 6月16日 - 7号バッテリー機関車の愛称を公募で「ななちゃん」に決定[14]。
- 2023年
  - 1月8日 - 月例運転会を約3年ぶりに再開。従来の月例運転会と異なり、ダイヤが設定され、全列車予約制となった。
  - 5月5日 - 2018年を最後に中断していた桜谷まつりを再開。
  - 6月4日 - この月例運転会より予約なしの月例運転会を再開。
  - 8月31日 - オーナーの持元が死去[注釈 6][20]。

## 特徴
桜谷軽便鉄道の特徴は、すべての設備が手作りでありながら、大人でも車両内部に乗り込んで走行できる。信号・標識類も実際に動作しているため、列車はこれらを守って走行することが求められることから、後述の免許制度が運用されている。また、有志による保線などのメンテナンスも行われている。
また、レールや車輪等を除いて、部品は日用品から作られるものが多い。転轍機のダルマにしても鉄アレーを流用していたり、電動ポイントに事務機器の廃品モーターを再利用していたり、電車のヘッドライトは蚊取り線香の缶、ブレーキハンドルは鍋の取っ手を元に製作と、日用品が多用されている。

## 路線

### 軌道線（廃線）
1998年5月5日に開通したオーナー宅内の環状線である。当初は鉱山の坑内軌道などに見られる508mmゲージでの敷設を構想していたが、家屋と塀の間のきわめて狭い空間で車両を走行させるために、軌間を381mmとし、馬面の車両を走行させていた。全通後の総延長は75mとなった。その後、先述の理由で後述の南山線に半ば移転するような形で2004年ごろから休止状態となっていた。2008年7月現在、軌道がすべて撤去されているものの、庭の一部に剛体架線が残されているのが確認できる。

### 南山線
2001年8月10日に開通した全長約150メートル、風の峠駅と桜谷駅を約2分で結ぶ、鉄アレイ型の環状線となっている。側線などの一部を除き電化されており、路線の一部は複線化されている。
路線名の「南山」は、当地の古い地名（古地図にある）から命名された。
後述の方法で一般公開されている（詳しくは#一般公開を参照）。整理券の配布を受けることで、体験運転することもできる。
運行形態
毎月第一日曜日に運転会が実施され、一般開放される（新型コロナウイルスの影響を受けた時期は予約制。詳しくは#一般公開を参照）
基本的にダイヤは組まれず、その日の車両の状態や乗客の人数により適宜運行本数が調整される。
運賃
全線全列車無料。

### こども人車軌道（下部軌道）
2015年8月までは「下部軌道」、2015年8月以降は「こども人車軌道」と名称が変更された。南山線の下にある、人車車両と28号資材台車だけが置いてある線路で動力車はなく、スタッフの許可があれば誰でも自由に人車に乗ったり、人車を押したりして遊ぶことができる。
南山線よりも低い場所を南山線に沿って一直線に走っているが、風の峠駅に合わせるようにカーブがあり、そのカーブの先で後述のインクラインの下をくぐり、さらに先に屋根付きの車庫がある。
運行形態
南山線と同時に、毎月第一日曜日に一般開放される。
スタッフの許可を得て乗客が自由に動かすことができる。
運賃
全線全列車無料。

### インクライン（工事用）

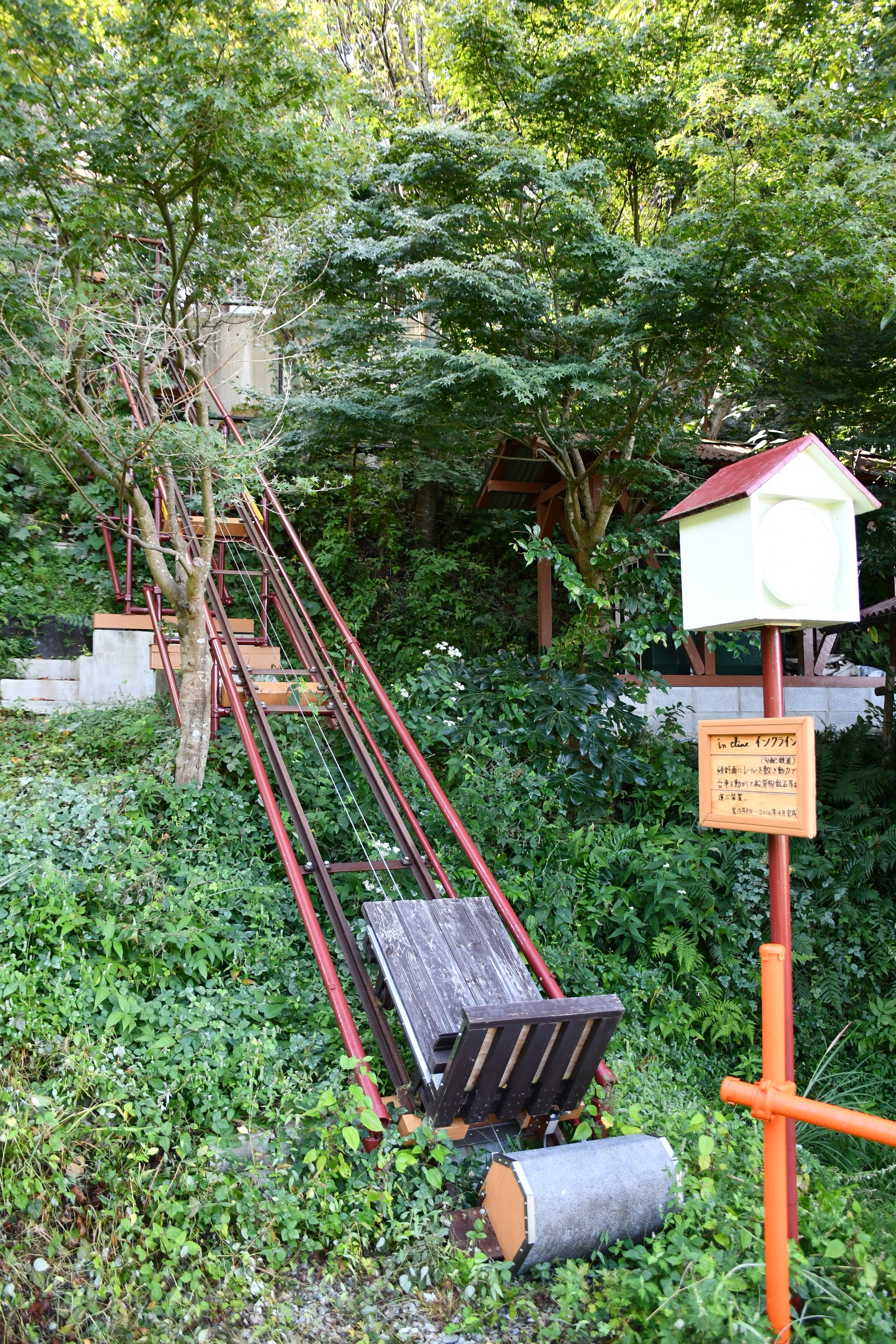
桜谷軽便鉄道のインクライン

2016年4月完成。南山線より低い位置にある倉庫と南山線の風の峠駅（入線分岐 - 1番線の間）を結んでいるインクライン。倉庫と南山線の物資輸送に使用される。
工事（貨物）用であるため、乗車はできず、一般客は動いているところを見ることもない。
こども人車軌道と立体交差しており、インクラインがこども人車軌道の上を越える構造となっている。

## 南山線の駅

### 風の峠駅

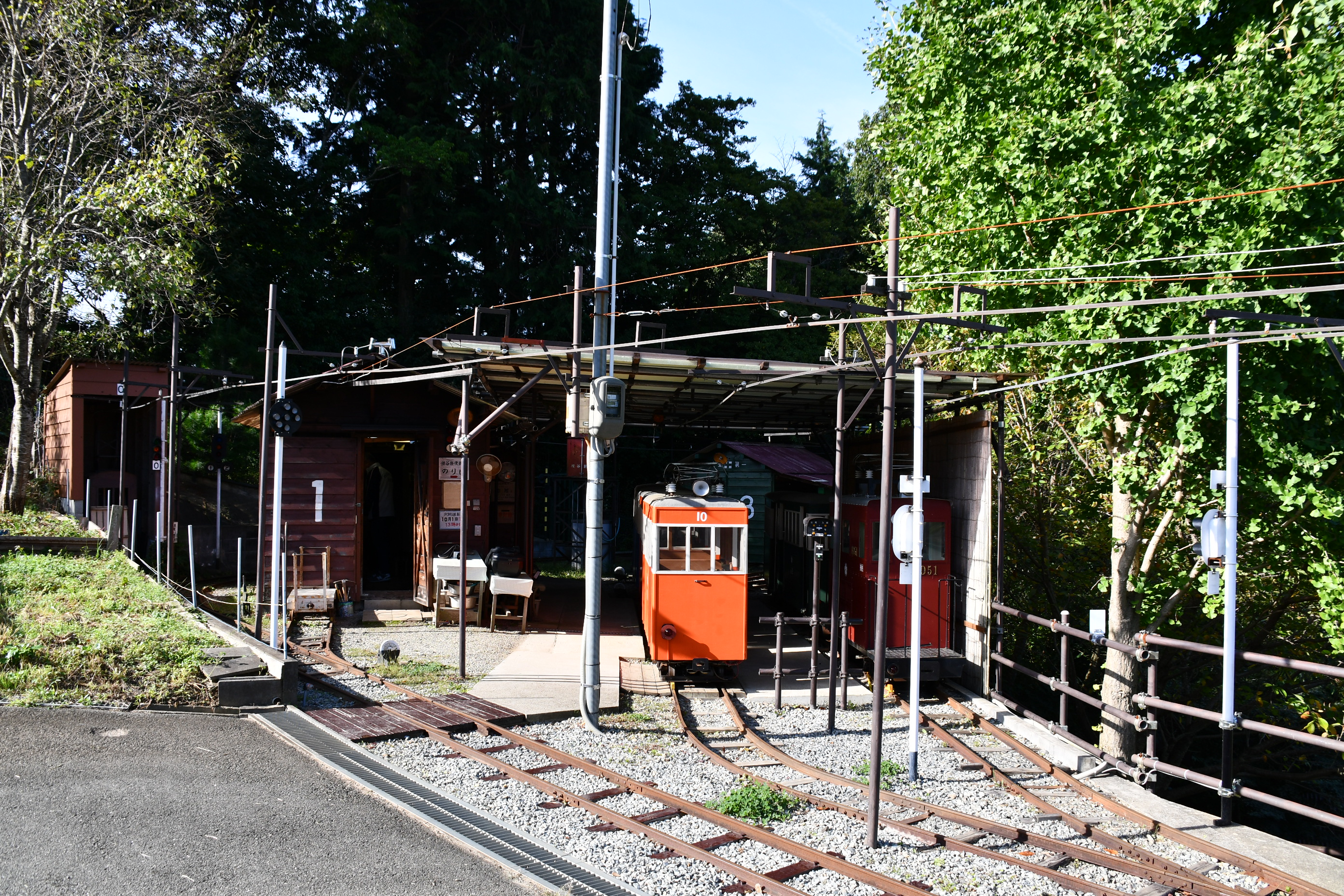
風の峠駅

風の峠駅は南山線に存在する2面2線の中心駅で、運転会中は有人駅である。駅の奥には車庫が併設されており、多数の車両が止まっている。また、作業場のほか、出札口がホーム奥にあり、記念乗車券の配布などに使用される。
運転会の際は原則この駅のみで乗降を取り扱い、乗客は当駅で乗車後1周して当駅で降りる。このことから、当駅は輸送拠点ではない。
「風の峠」という駅名はすぐ下の国道にある峠に因み、 宮沢賢治の「風の又三郎」や「銀河鉄道の夜」のモデルになった岩手軽便鉄道の終点「仙人峠」のイメージを重ね合わせて命名された。

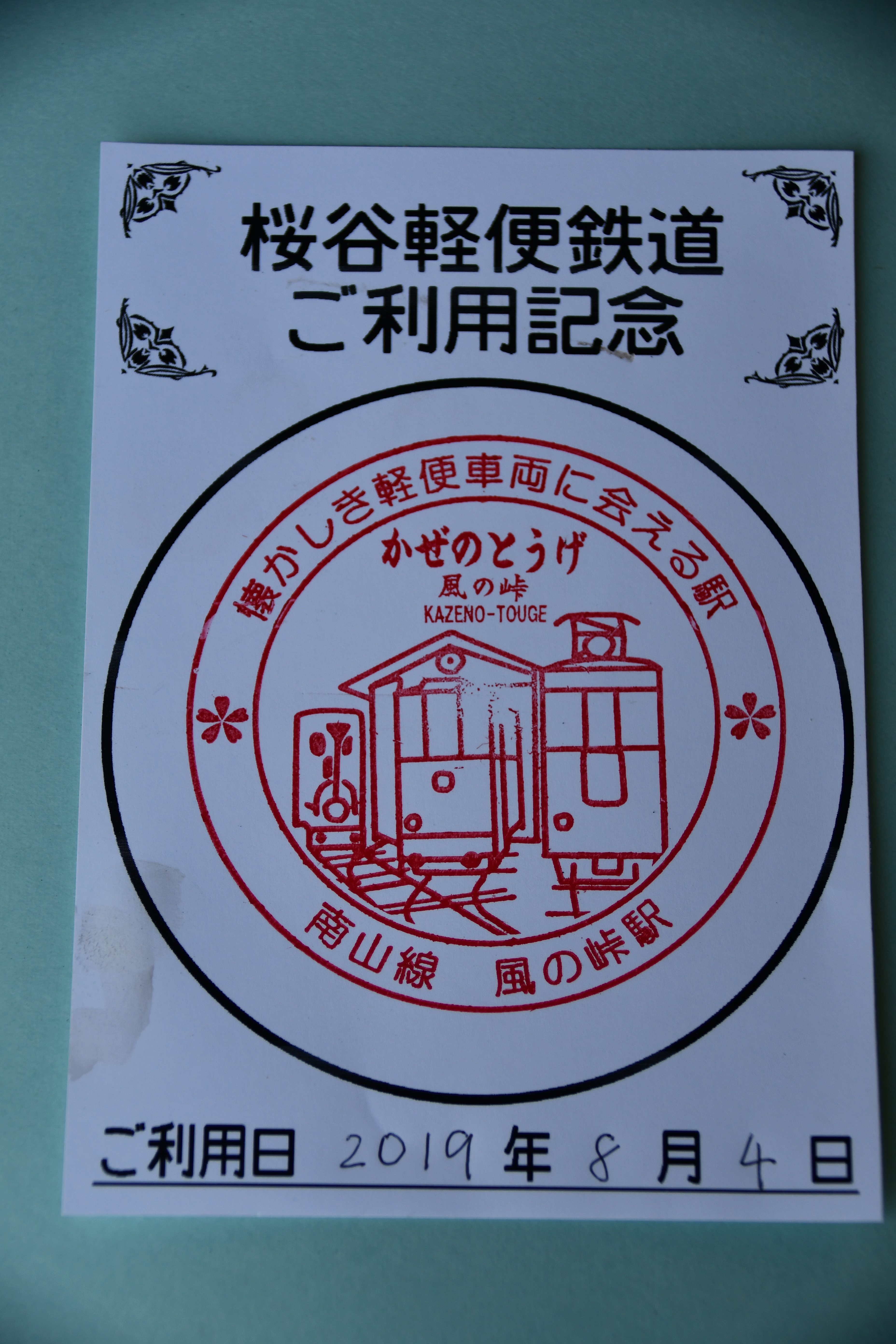
風の峠駅の駅スタンプ
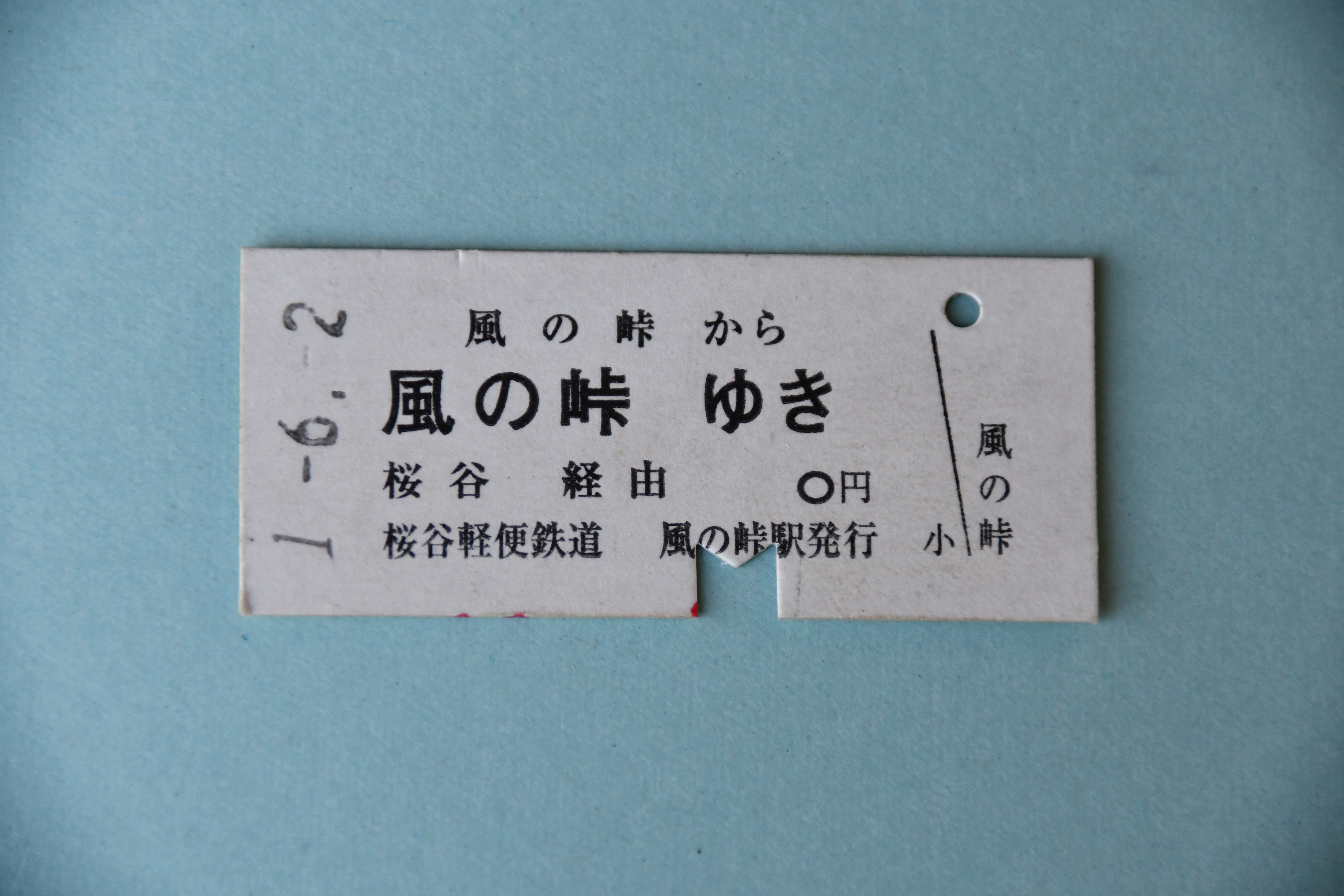
風の峠駅で配布される記念乗車券（風の峠から桜谷経由風の峠ゆき）。
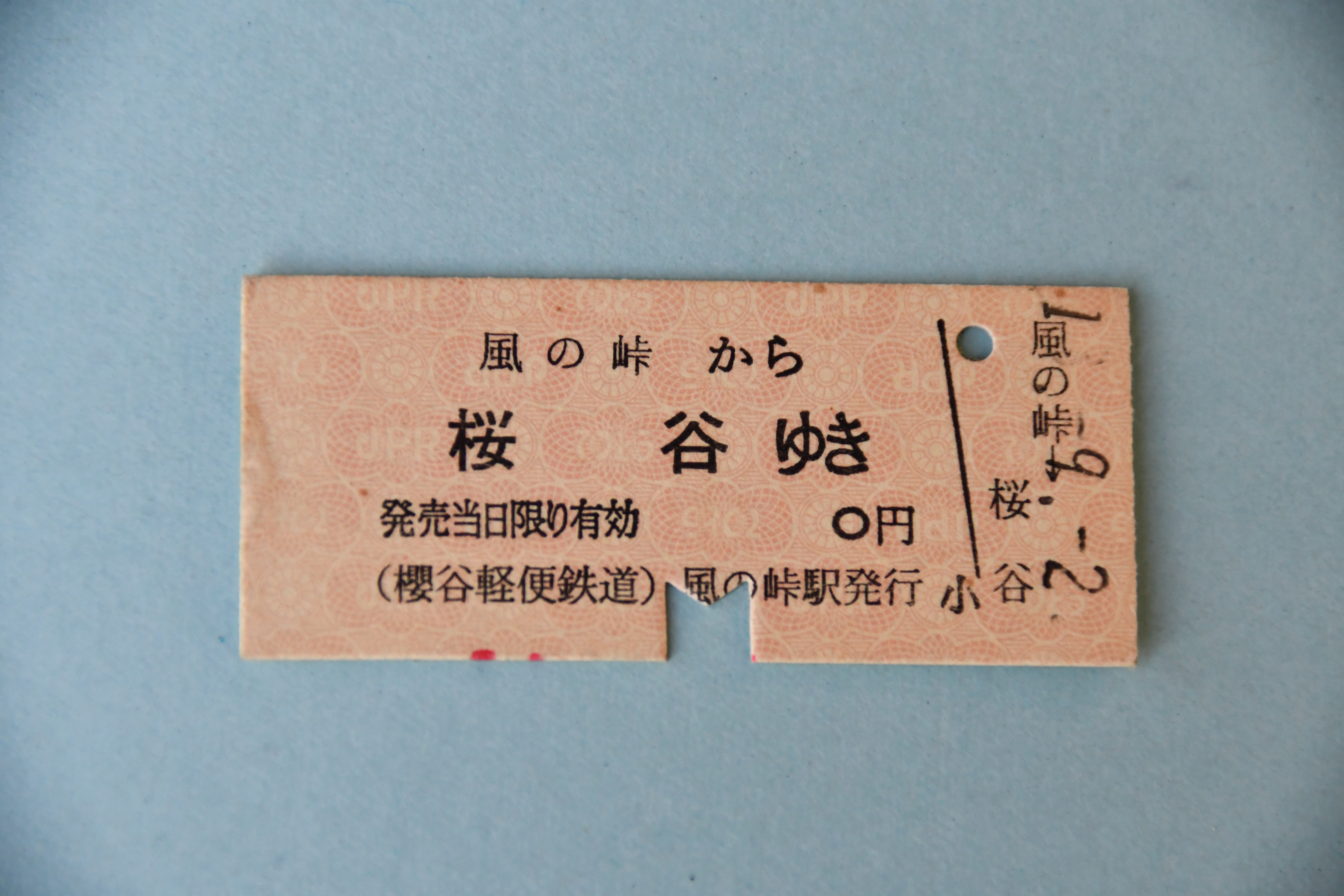
風の峠駅で配布される記念乗車券（風の峠から桜谷ゆき。現在配布終了）。
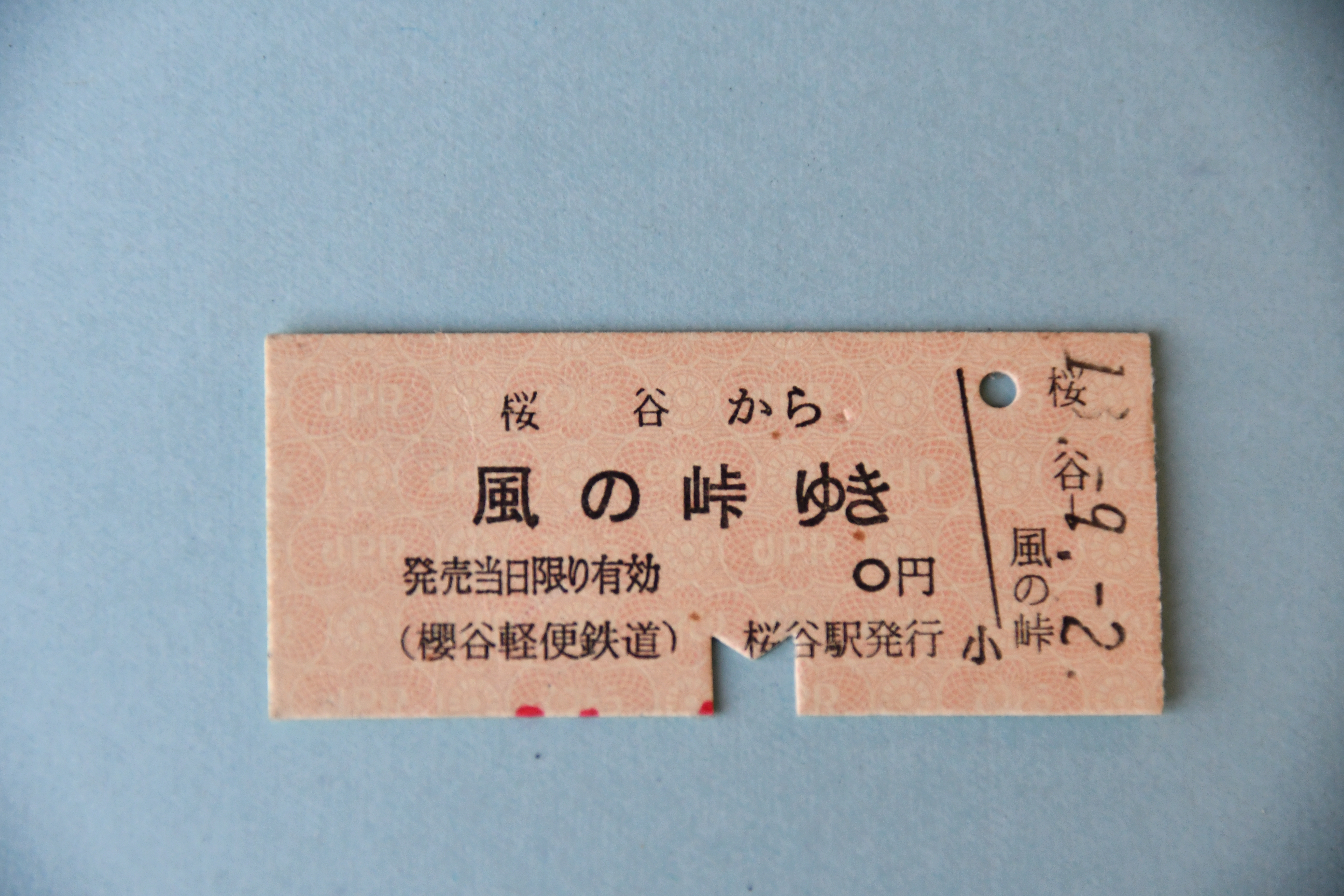
風の峠駅で配布される記念乗車券（桜谷から風の峠ゆき。現在配布終了）。
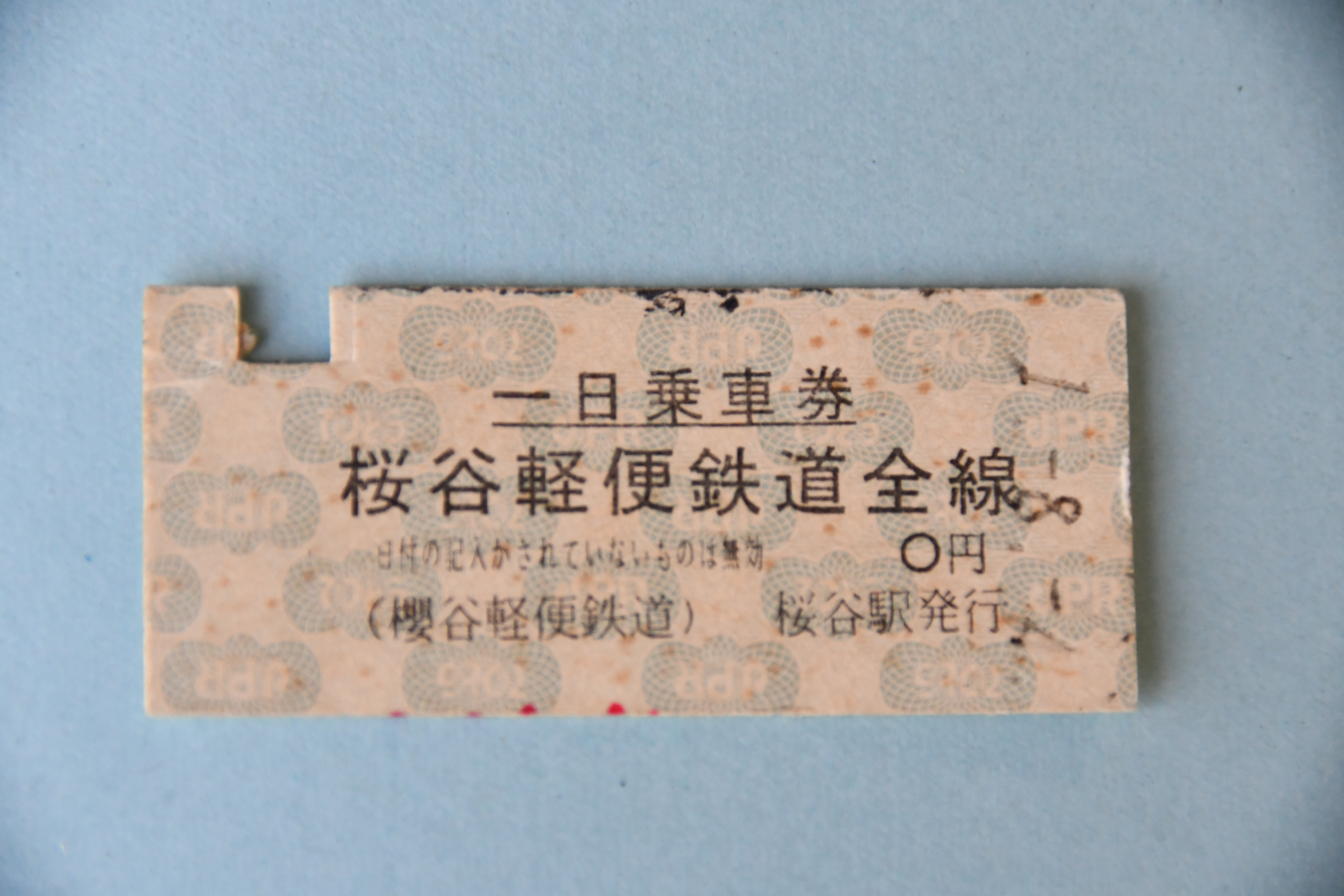
風の峠駅で配布される記念乗車券（一日乗車券。現在配布終了）。
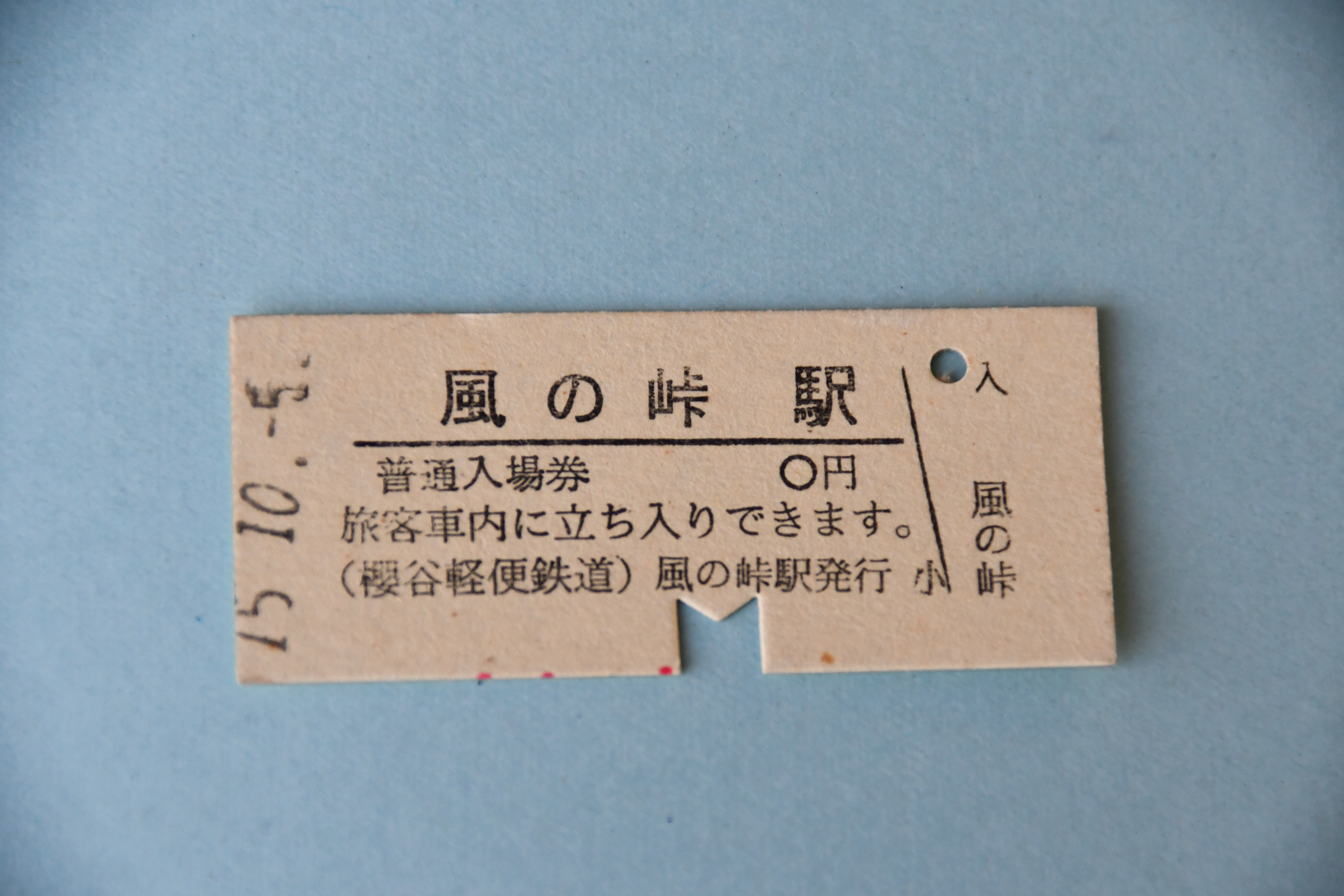
風の峠駅で配布される記念入場券（風の峠駅。現在配布終了）。
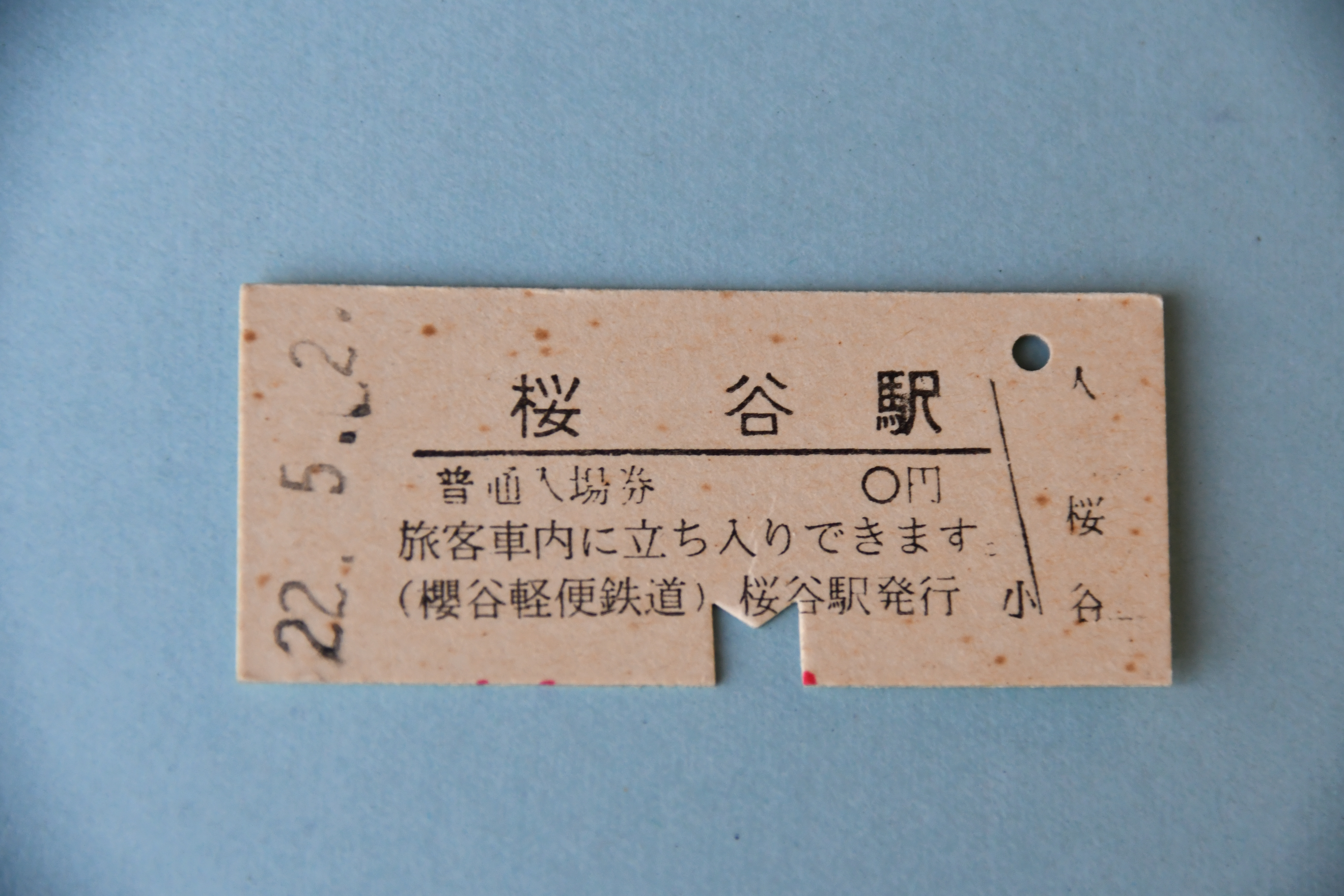
風の峠駅で配布される記念入場券（桜谷駅。現在配布終了）。

### 桜谷駅

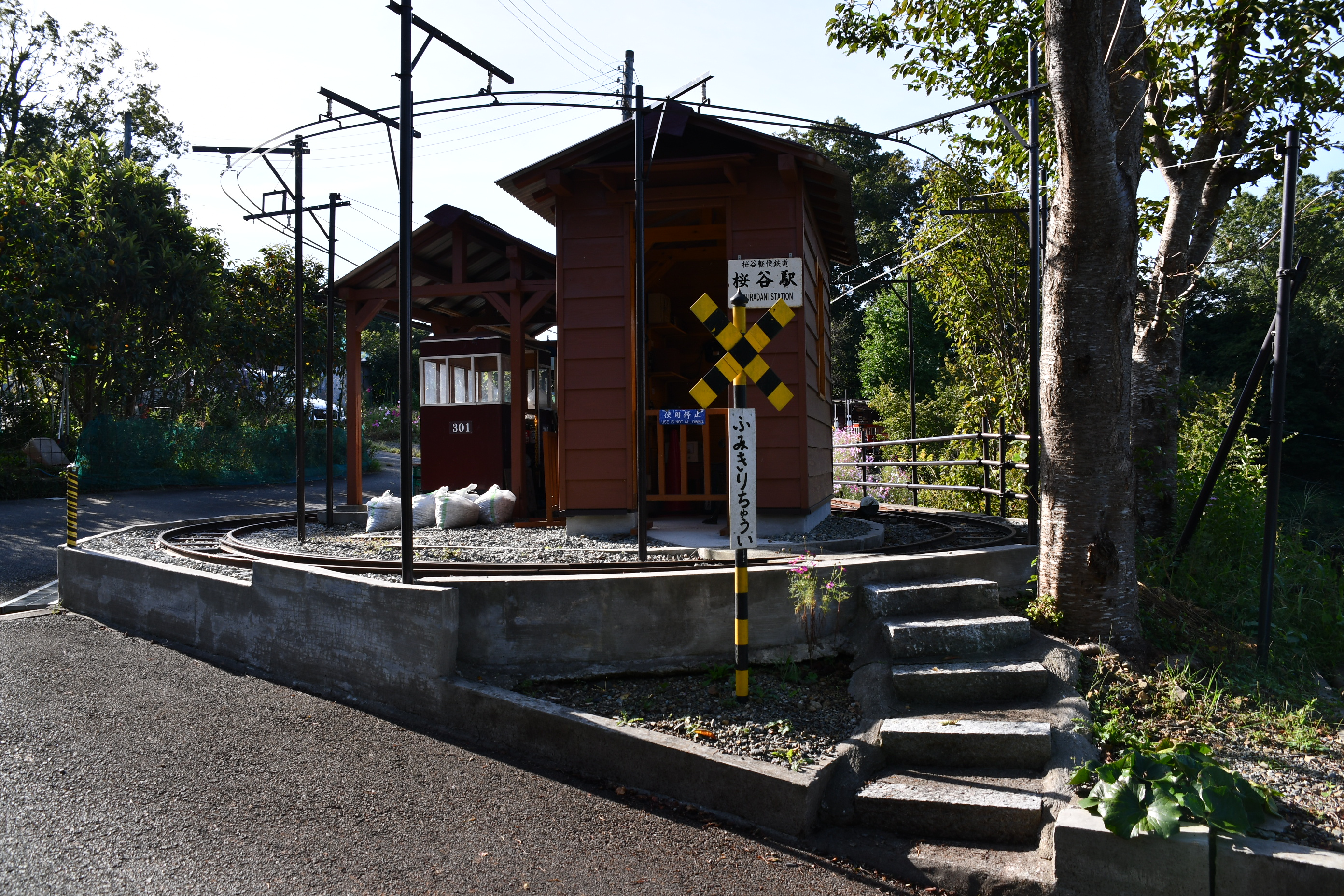
桜谷駅

桜谷駅は1面2線（うち1線は留置線となっており、車両が留置されている）の駅で、運転会中は無人駅である。0キロポストが設置されていたことから桜谷軽便鉄道の起点の駅である。桜谷駅構内は何度か配線変更されてきたが、現在はホームに面する2線と1線の留置線、1線の待避線（この待避線は本線上にありSLが蒸気圧を上げるために待避する事が多い。）がある。運転会中にこの駅での乗降は原則として行っていない。
「桜谷」という駅名は南山線のある場所から南へ5分ほどに位置した銅鉱山「桜谷鉱山」から命名された。

## 車両
気動車・機関車・電車など、様々な車両がある。
記録に残る限りではこれまでに33両が製造された。
すべてオーナーの手作りで、製造には3カ月から半年を要する。

### 現在在籍している車両
2018年5月現在、電車2両、客車5両、機関車5両（電気機関車2両、蒸気機関車1両、バッテリー機関車2両）、気動車1両、その他の車両4両の計17両が在籍している。

#### 電車
10号電車
2011年6月製造、総出力600W。モデルは上田交通の車両だが、塗装は庄内交通のオレンジとクリームを採用。
当初大型の電気機関車を製造しようと開発・製造したパンタグラフが機関車用としては華奢な仕上がりだったため、急遽電車の製造に方向転換して誕生したのが本車両である。変電所容量のバランスを取りつつもパワーアップしたため、トレーラーを牽引した編成運転もおこなえるようになった。そのため現在は後述のホハ150を庄内交通カラーに再塗装し、編成を組んで運用されている。桜谷軽便鉄道の車両では5号電気機関車以来、約10年ぶりとなるパンタグラフの集電となっている。また、現在はホハ150客車と電気的に接続するジャンパ栓受を備えており、ジャンパ栓を通してホハ150の尾灯を点灯させることができる。
主な運用としては、体験運転や免許試験に多用されている。
モハ1408
2005年5月製造、総出力220W。モデルは秋保電鉄モハ1408。青色の電車である。
南山線初の電車車両で、かつては桜谷軽便鉄道南山線の主力車両であったが現在は月例運転会で時折顔を見せる程度となった。二段ルーフと連結部分のバッファーが特徴。トロリーポールで集電しており、一本の架線上しかたどれないため、風の峠駅入線は2番線に制限される。

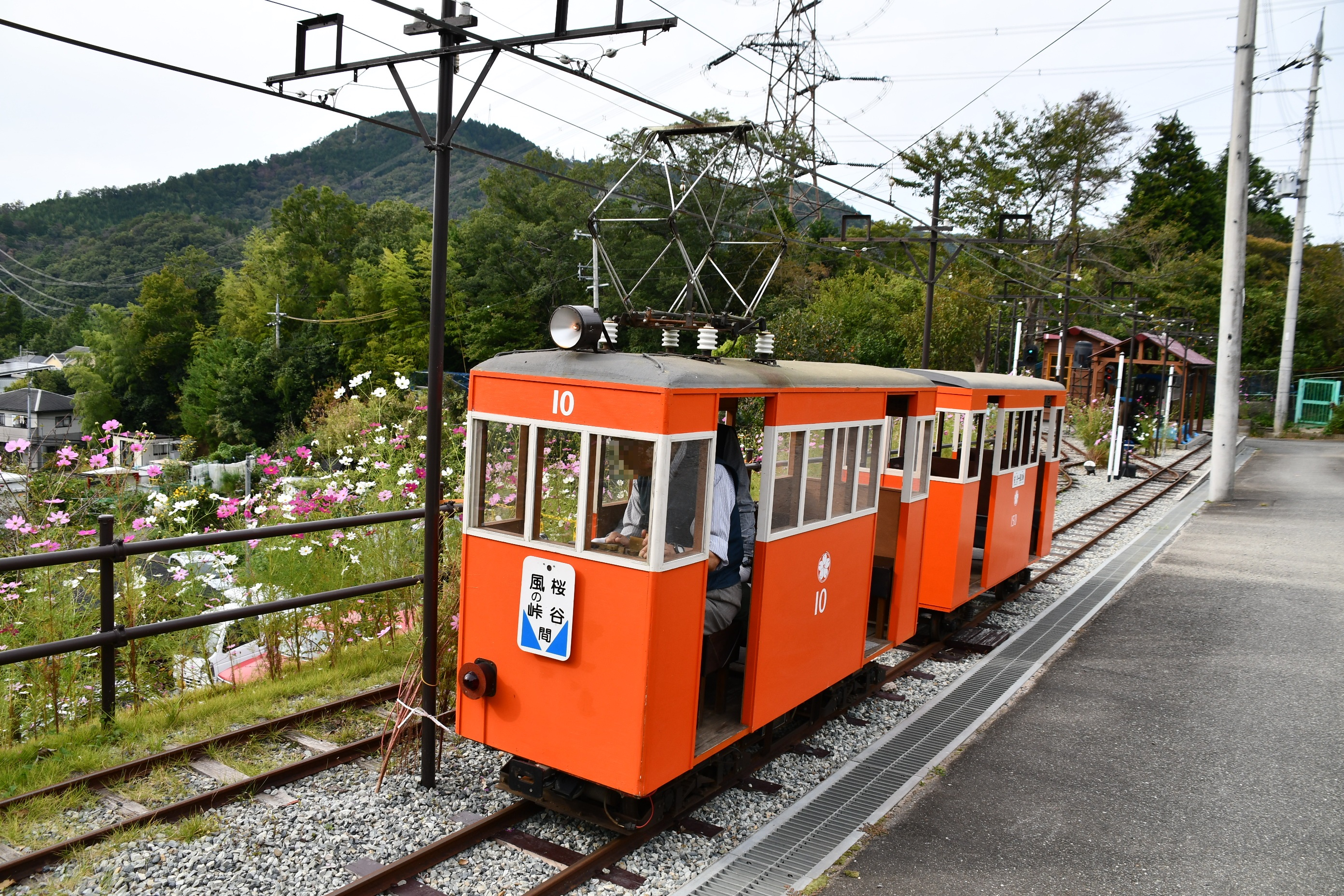
10号電車
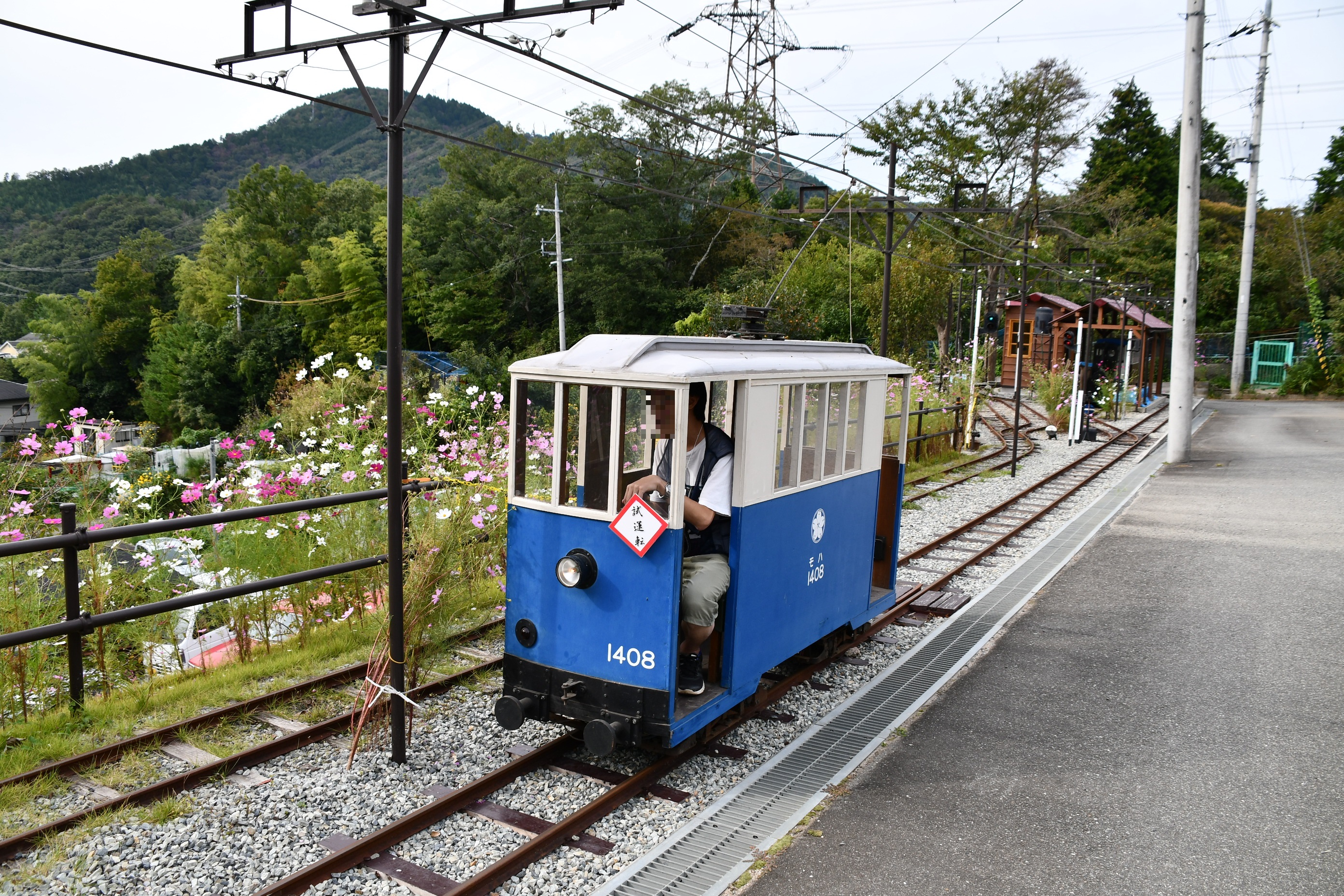
モハ1408電車

#### 客車
ホハ8
2013年11月改造。緑色の客車である。後述のキハ3気動車を客車化改造した。キハ3と比べ、動力装置、制御装置、前照灯の撤去等を行ったが、尾灯は現存する。
ホハ7
2010年1月製造。緑色の客車である。201（一代）に次ぐデッキ付客車である。
201号客車（二代）
2008年7月製造。青色のオープンデッキ車である。
本来下部軌道（現こども人車軌道）用に作られたが、完成度の高さから南山線に在籍している。
ホハ150
2004年7月製造。製造時のモデルは草軽電鉄ホハ30形。オレンジ色の客車である。
桜谷軽便鉄道で最大定員数（8人）を誇る客車で、製造当初はデキ12に準じた茶色一色であったが、10番電車の登場時に同車に連結して運用するため、10番電車に準じた塗装（庄内交通をモデルにしたオレンジの車体に白の窓枠という塗装。ただし、屋根は茶色のまま）となっている。また、現在は10番電車と電気的に接続するジャンパ栓受を備えており、ジャンパ栓から得られる電力で尾灯を点灯させることができる。
300系客車（301・302）
2001年12月製造（301）、2002年2月製造（302）。茶色い二軸の客車である。
南山線開通後初めての南山線規格（軌道線規格より20mmほど広い）車両である。出入り口は進行方向左側にしかない。
2013年11月までに当時休車中であったキハ3気動車（後述）を客車改造する資材を供出するため、302号車が廃車解体された。

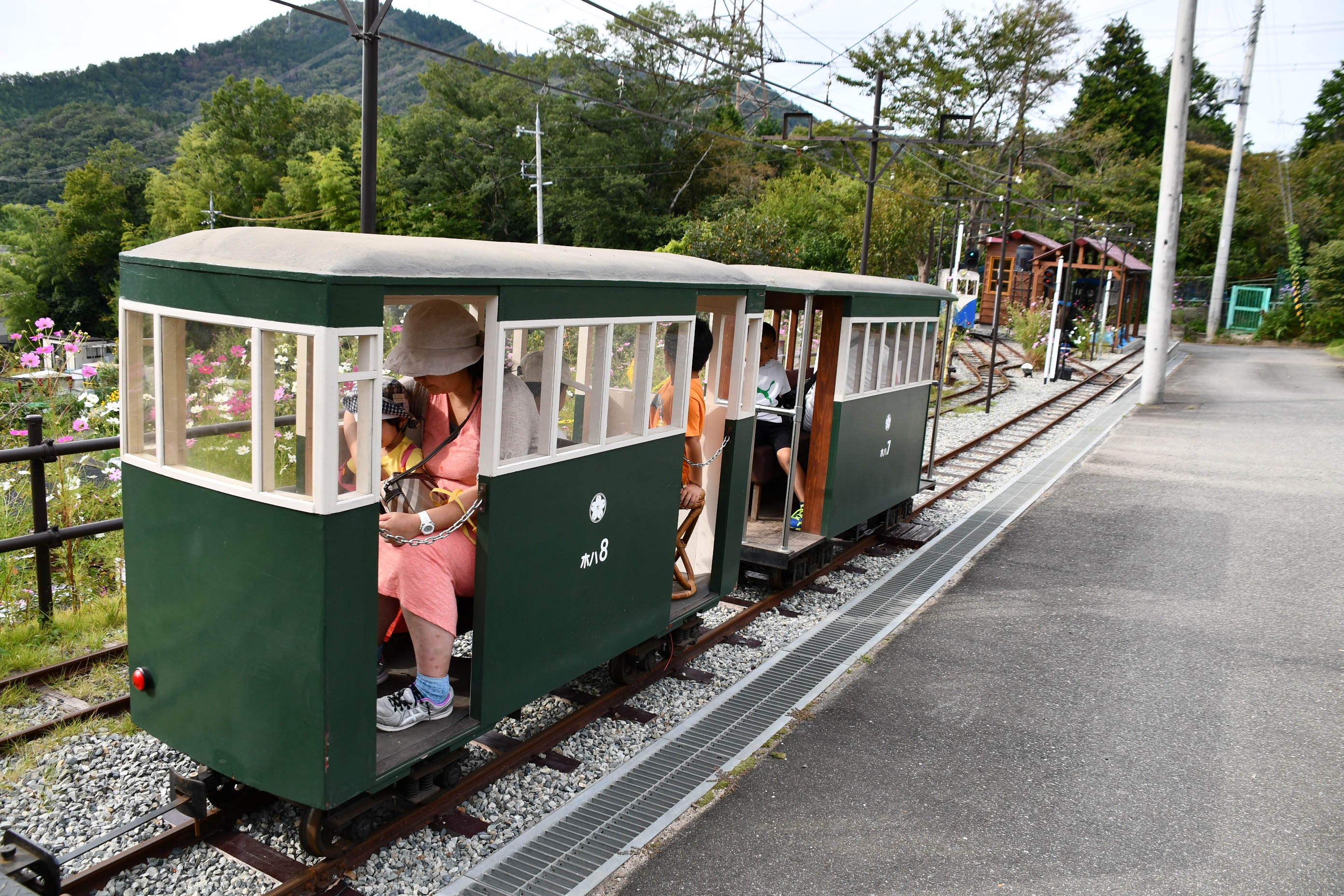
ホハ8客車（左）・ホハ7客車（右）
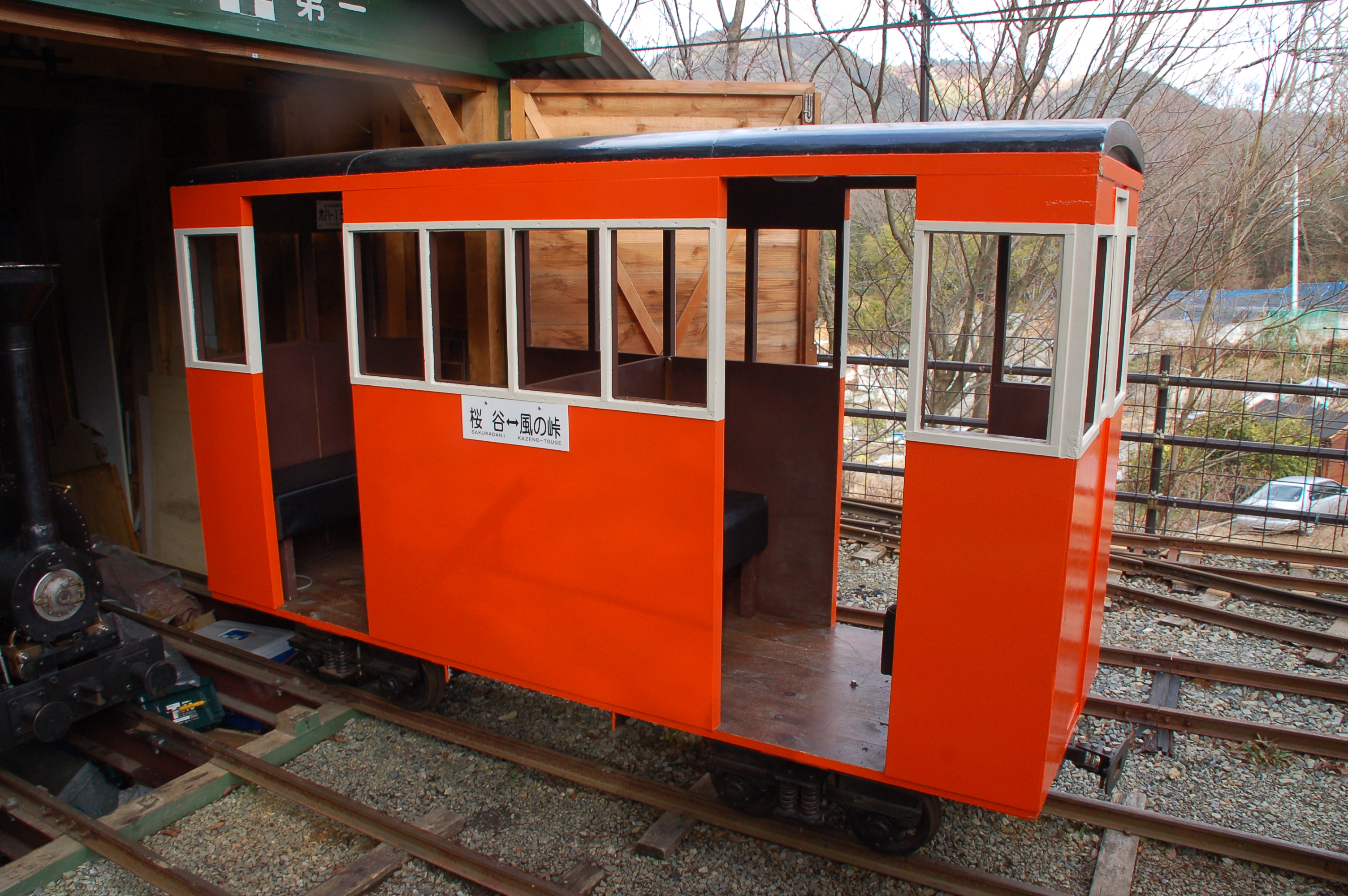
ホハ150客車
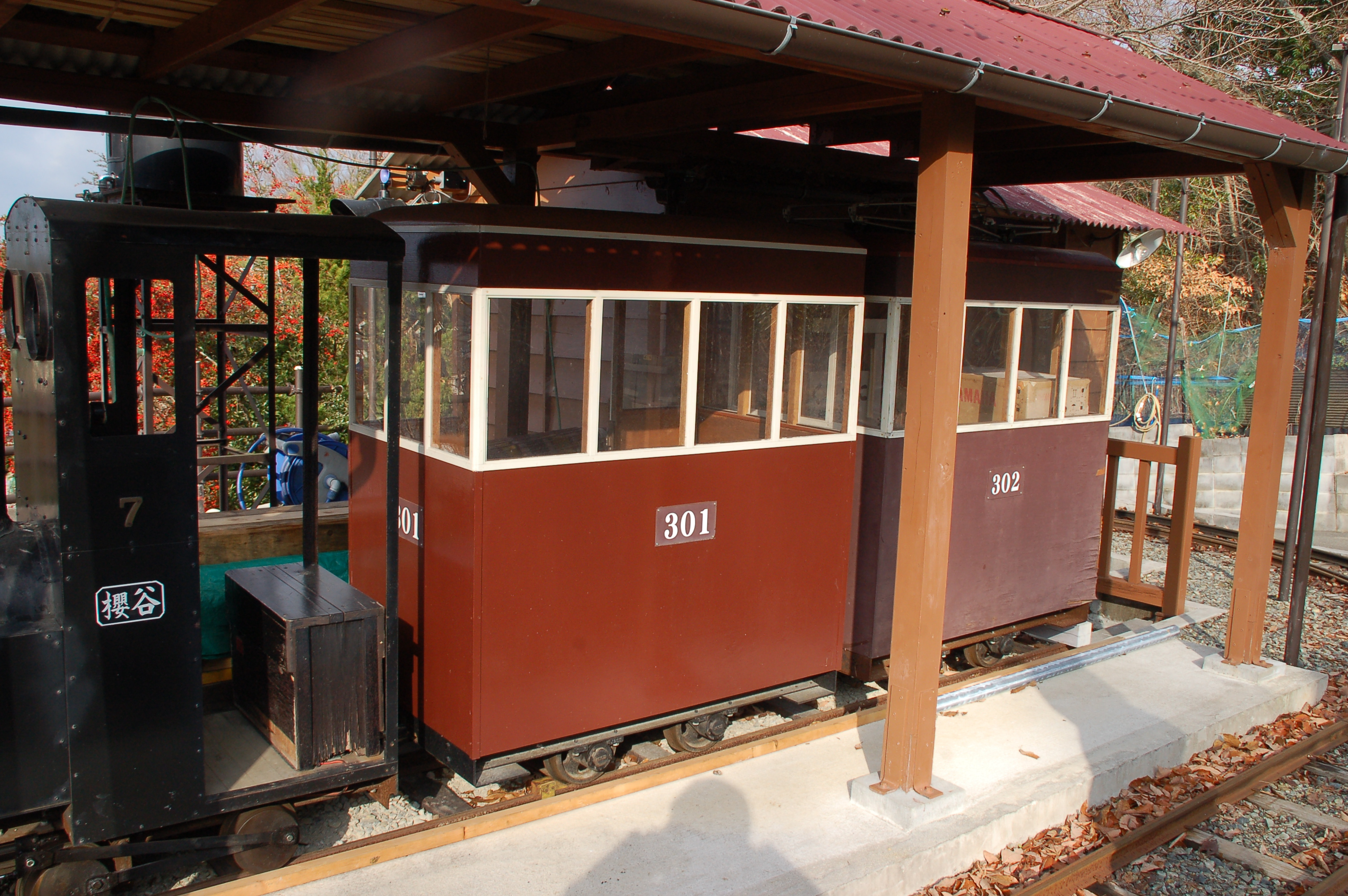
300系客車

#### 機関車

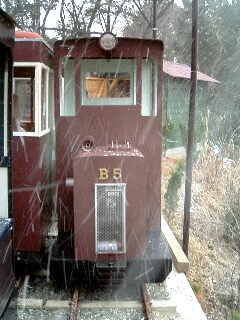
B5ガソリン機関車
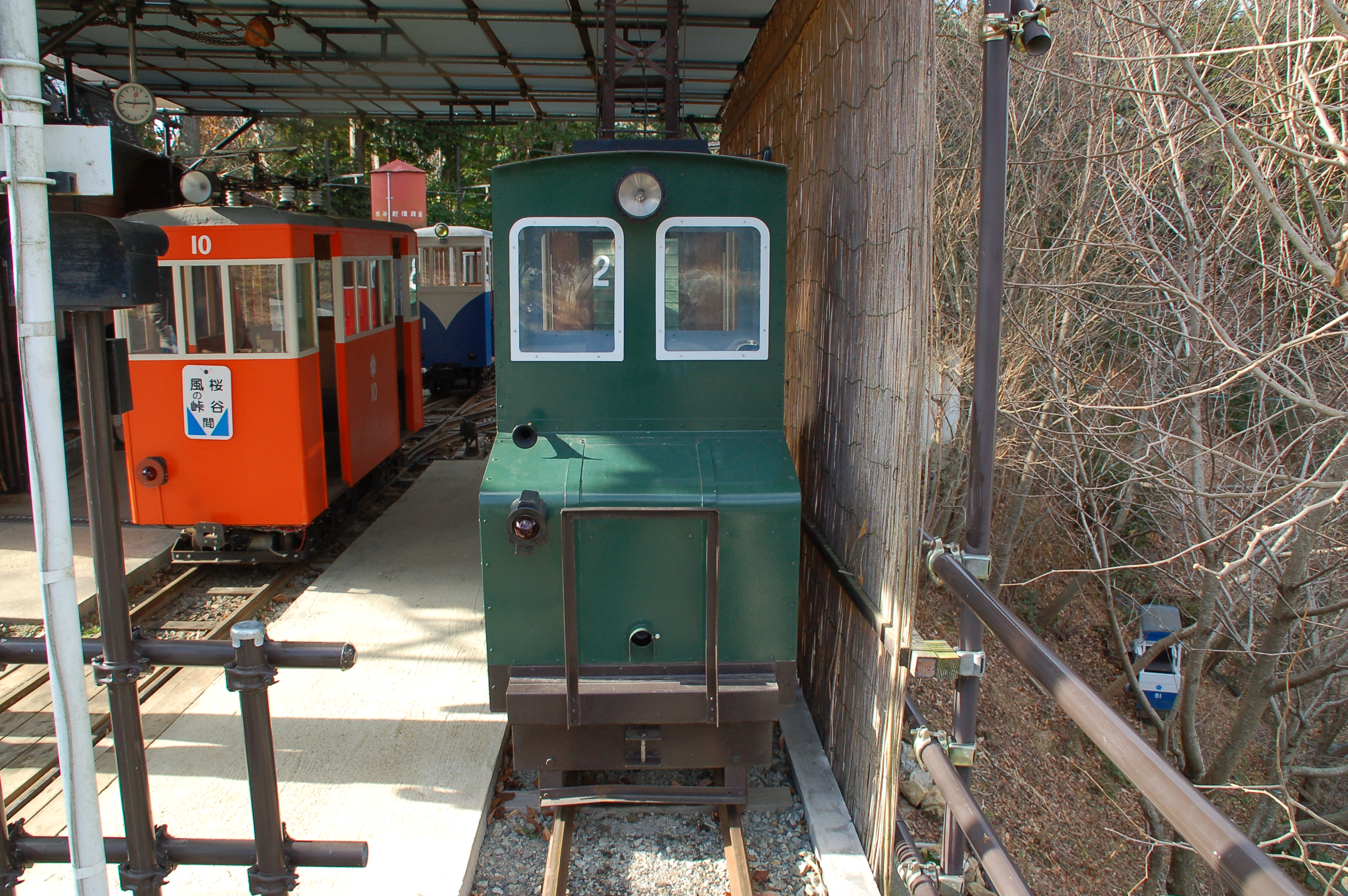
デキ3電気機関車

ED51（電気機関車）
2013年4月製造。モデルは越後交通のED51型電気機関車。
デッキ付きの電気機関車で、保線状態の確認のためにスタッフがデッキに添乗しながら走行することがある。完成直前のけん引力試験では客車5両（ホハ7、ホハ150、301、302）をけん引した。
デキ12（電気機関車）
2004年1月製造、総出力232W。モデルは草軽電気鉄道デキ12形。茶色い機関車である。
南山線電化とともに登場した機関車。草軽電気鉄道のデキ12型電気機関車をモチーフに貨車ホト71、客車ホハ150との草軽電鉄編成を再現しようと同時にプランニングされた。しかし、草軽フル編成（ホト71、ホハ150）で満員の乗客を乗せて登り勾配を運行するには軽くて非力なため、最近の運転会ではなかなかフル編成での運行をおこなわないようになった。普段は風の峠駅の裏にある1番車庫（旧0番車庫）に留置されている。
2022年頃より｢デキ12復活プロジェクト｣として分解整備中である。
8号（蒸気機関車→バッテリー機関車）
2000年11月製造、2020年5月バッテリー機関車化。製造当初は出力0.2馬力。イメージモデルはボールドウィン社製サドルタンク機。
桜谷軽便鉄道で運行されているSL列車のSL（蒸気機関車）。製造以来、本物の石炭で走行していたこの車両は、蒸気圧は最大5kgf/cm2で、安全弁を装備していた。蒸気機関車時代は機関車内部に5インチゲージのミニSLが組み込まれており、5インチゲージの動輪はそのまま残し、動輪の1軸にギアをかませて本当の動輪を駆動していた。製造当初はB型タンク機だったが、重量のバランスを良くするためにテンダー機に改造。しかし制動時などの突き上げが大きく、脱線の原因にもなっていたため南山線用に車体幅を拡張し、後部に従輪を1軸装備したタンク機へと改造された。子供のみならず、大人達からも人気を得ている。
しかしながらボイラー故障等により運用を離脱し、修理復旧を目指していたが、修理用部品の調達の目途が立たず、2020年5月にバッテリー機関車に改造された。
7号（バッテリー機関車）「ななちゃん」
2000年5月製造、総出力116W（58W×2基）。モデルは熱海鉄道7号蒸気機関車。蒸気機関車の形をしている機関車である。
運転会では時折補助機関車として活躍する程度であるが、出張運転では基本編成の主役として活躍している。汽笛はコンプレッサーの圧縮空気を使用しているのでSLさながらの汽笛を奏でる。
2019年9月頃より英国の小鉄道風の塗装が施され、目玉様の装飾もされており、2020年6月16日に公募により「ななちゃん」という愛称がつけられた。
2号（バッテリー機関車）
1997年5月製造、総出力100W。モデルは鉱山用小型BL（蓄電池式機関車）。黄色と黒の警戒色である。
構内移動用の機関車であり、普段の運転会では利用されることは少なかったが、2020年5月に8号のバッテリー機関車化改造に際して部品供出するため、無動力化された。

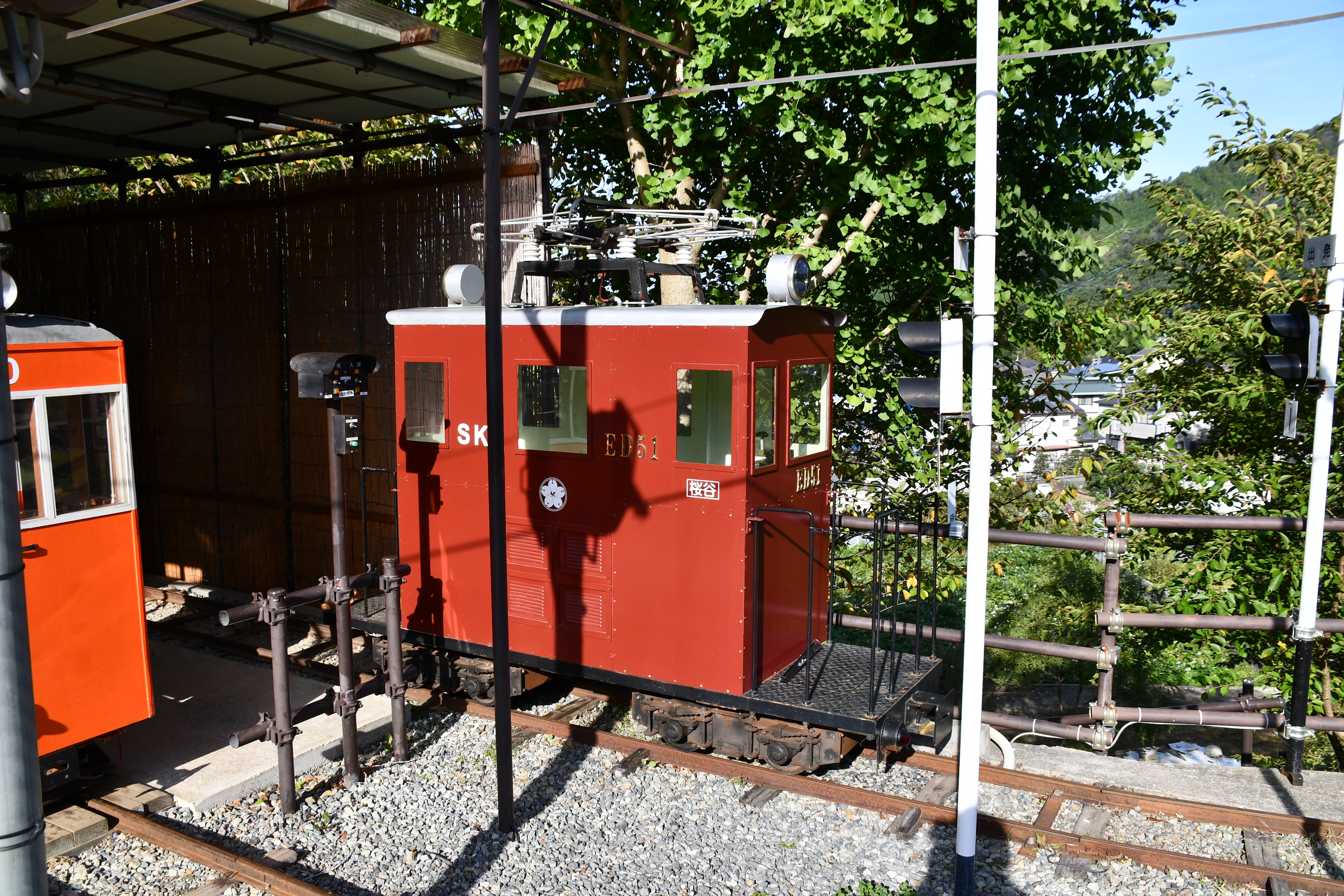
ED51電気機関車
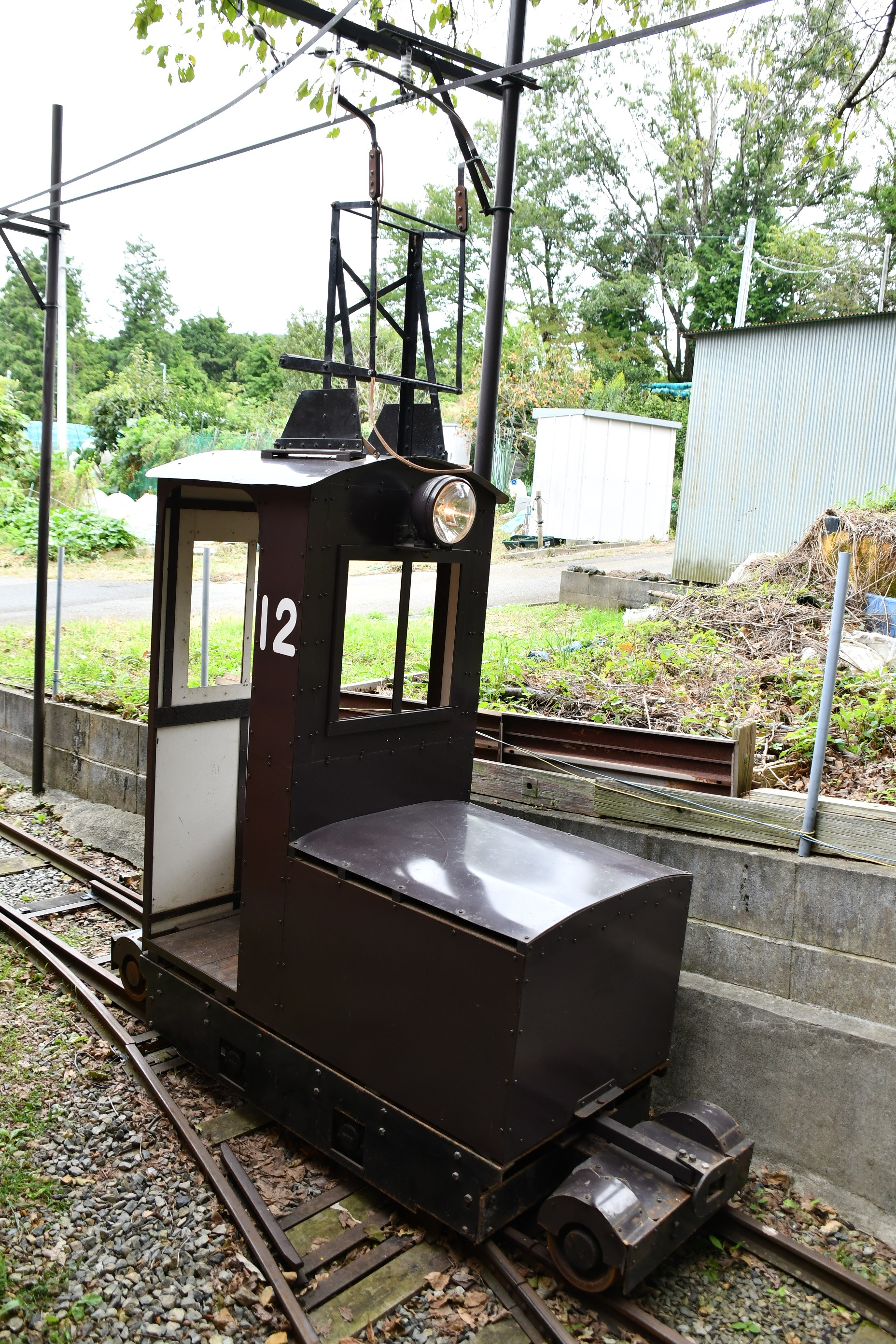
デキ12電気機関車
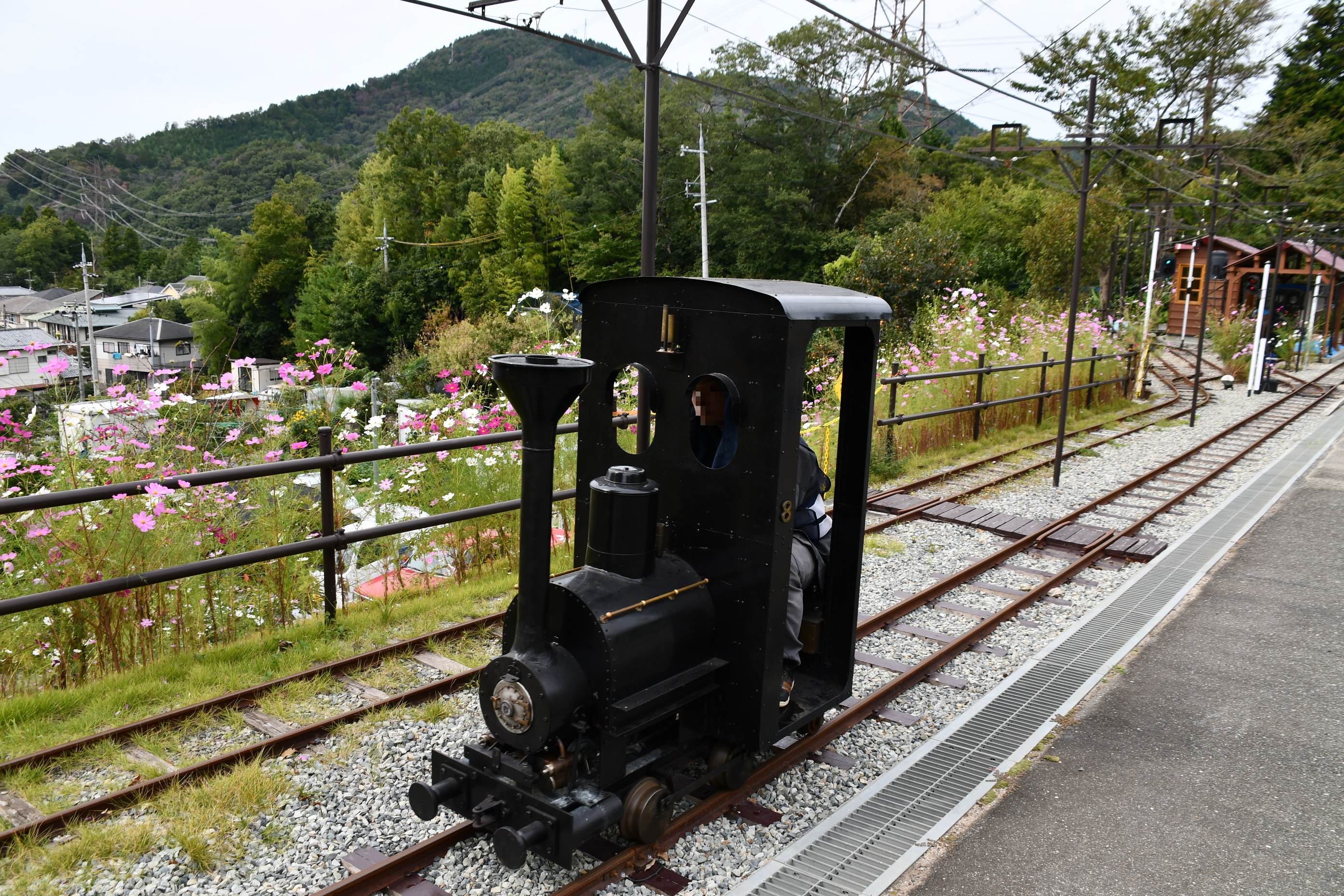
8号（蒸気機関車時代）
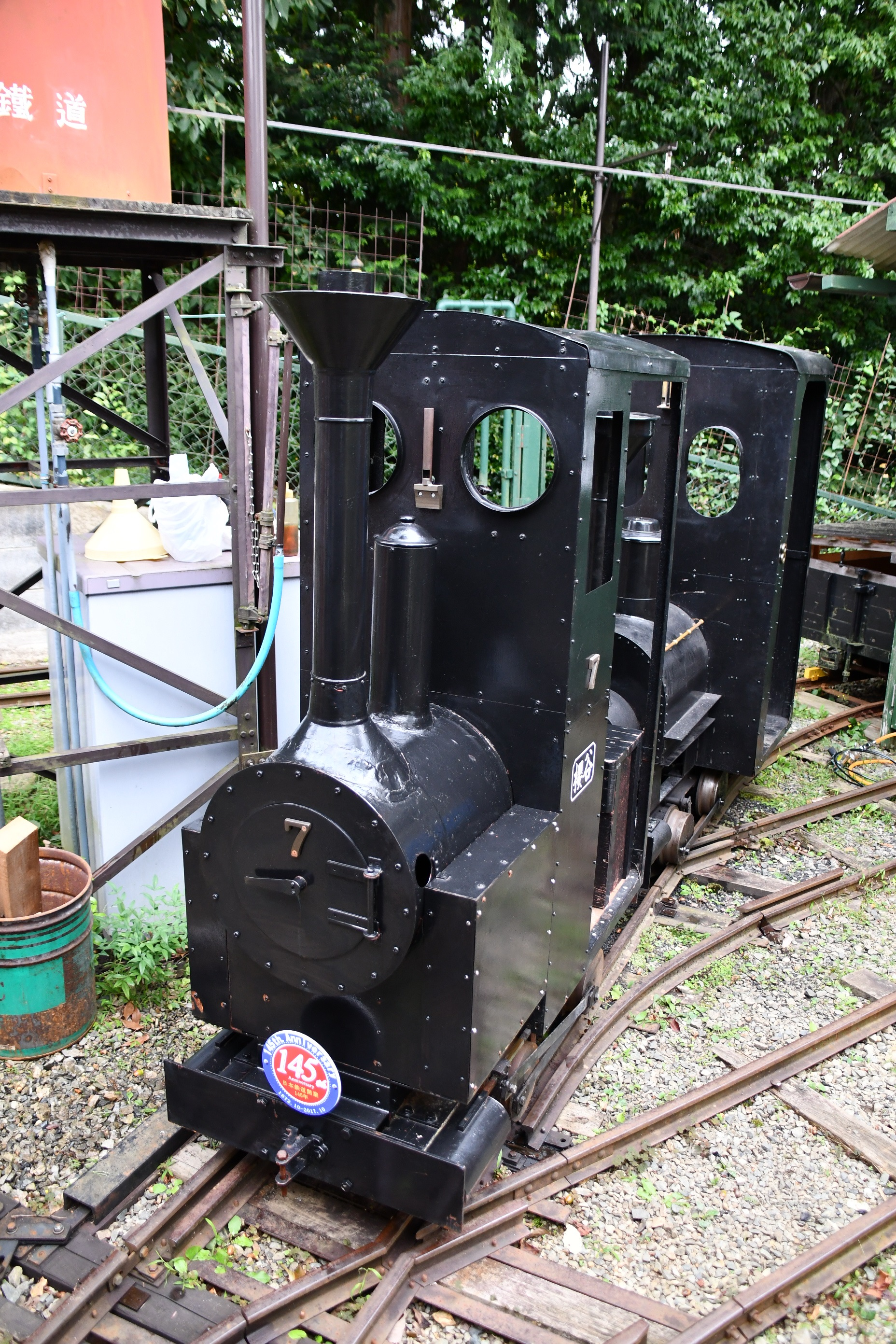
7号バッテリー機関車（塗装変更前）
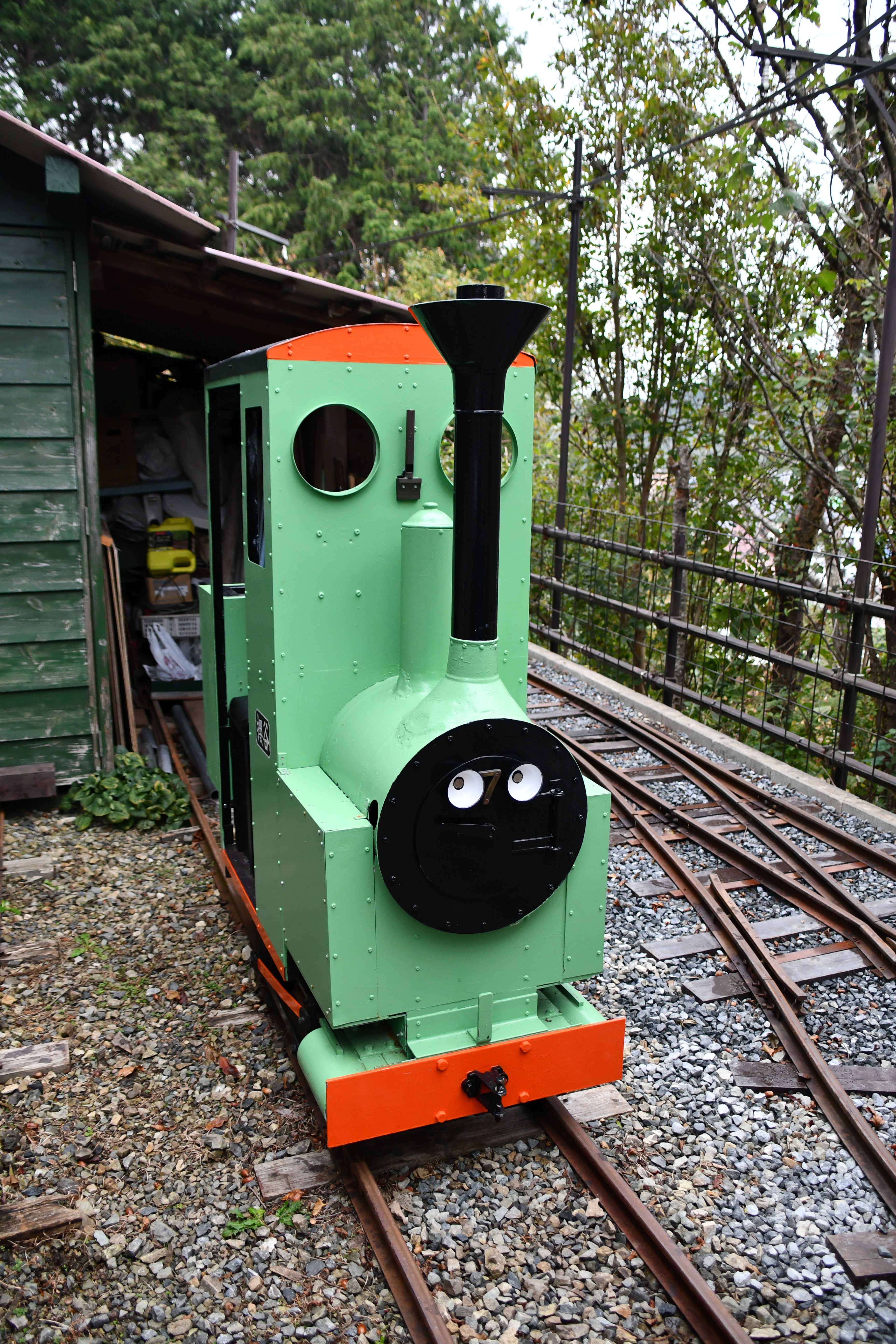
7号バッテリー機関車（塗装変更後）
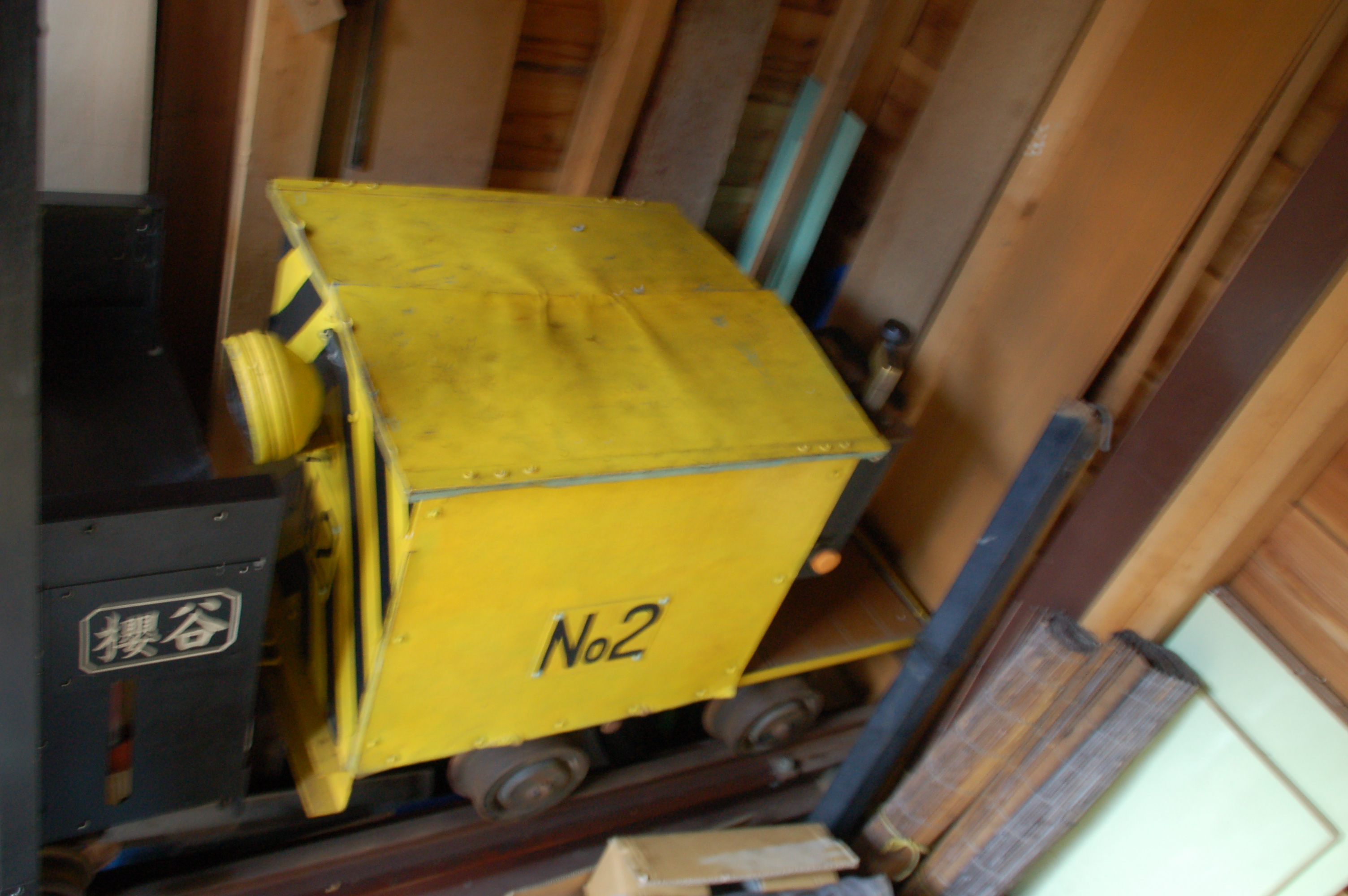
2号バッテリー機関車

#### 気動車

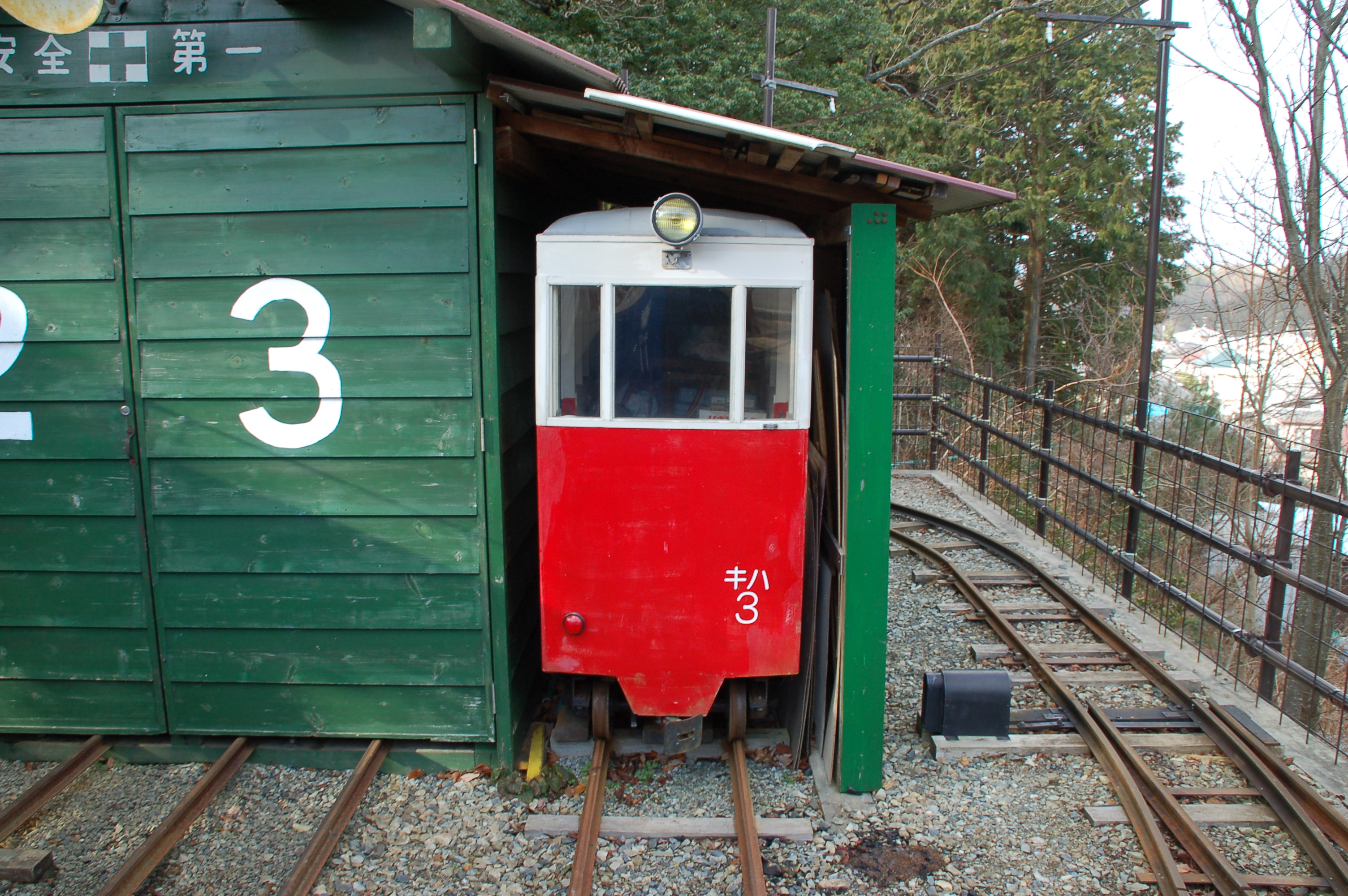
キハ3電気式ガソリンカー

キハD11（ガソリン動車）
2012年7月製造。モデルは静岡鉄道キハD13。青い電気式ガソリンカーである。
桜谷軽便鉄道の中で最大の車体を持つ。

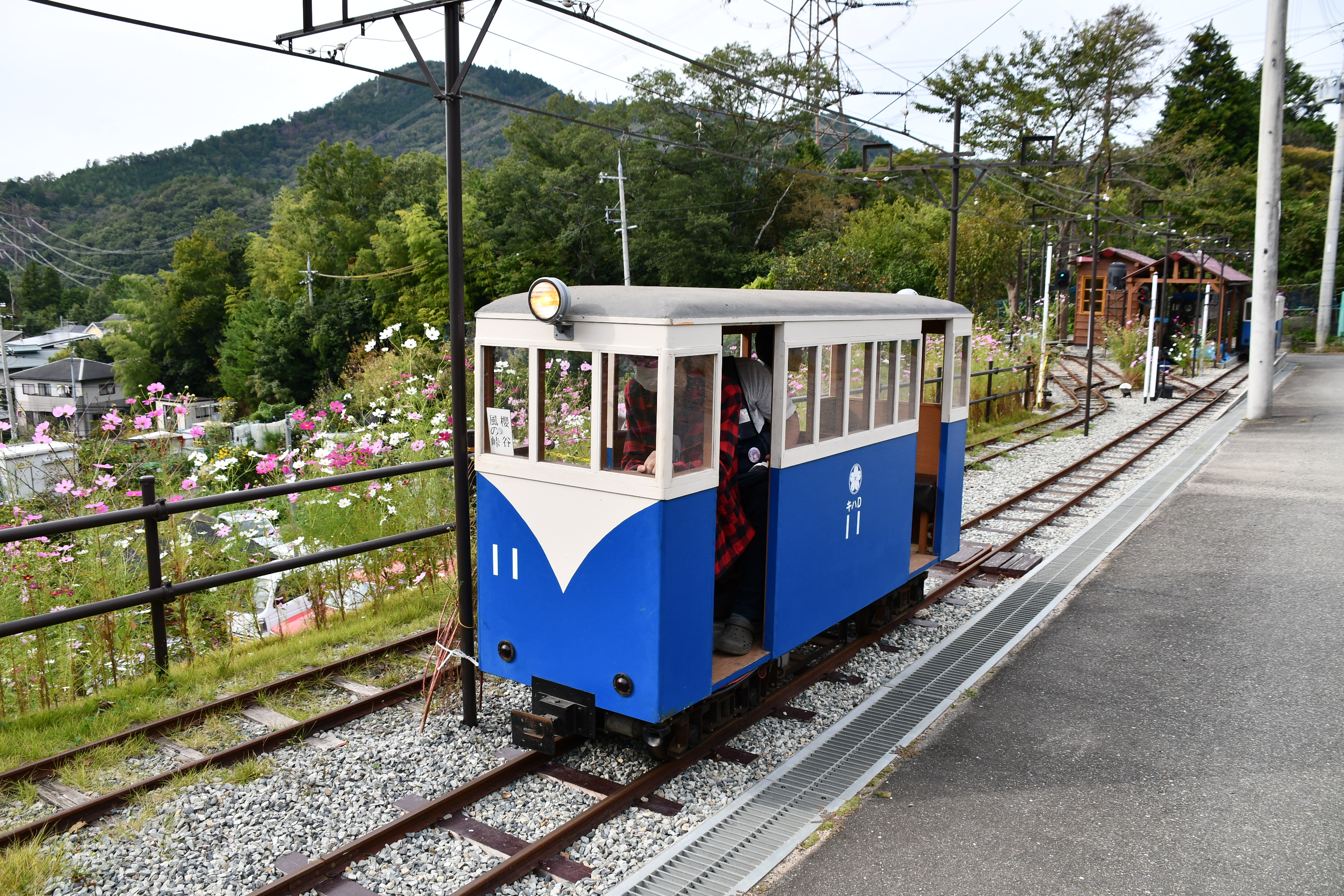
キハD11ガソリン動車

#### その他の車両

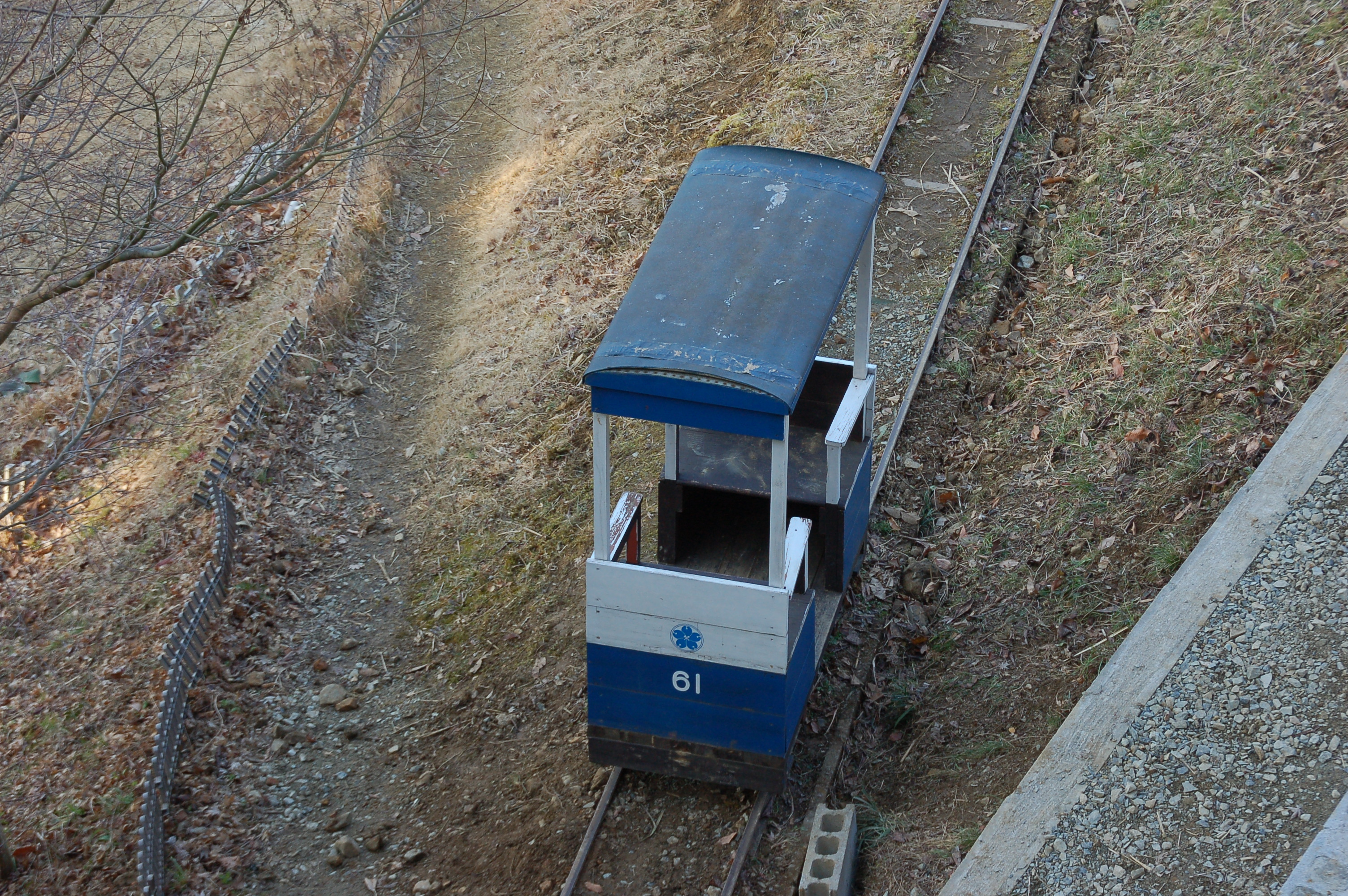
61号人車

人車（車号なし、二代）
2015年8月製造。下部軌道（現こども人車軌道）に留置されている緑色の2軸客車である。
ホト71（貨車）
2004年11月製造。モデルは草軽電気鉄道ホト110形。
貨車であるが、車内に小さな椅子が設置されており、乗客を乗せて走ることもある。
無蓋貨車であるが、車庫に留置する際は屋根のない車庫に留置されるため、専用のトタン屋根を設置する。
16号台車
1996年7月製造。
荷物運搬用の台車で、営業運転で使われることは無い。冬場、桜谷駅からのマキ運びに活躍した。
月例運転会が休止されて以降、線路や架線のサビが顕著になったことから、試運転前の錆び取り台車に改造された。
改造内容としては、台車上に櫓を組み、その上にヤスリを取り付けた分銅式パンタグラフを設置し、台車下部にもレール踏面を磨くワイヤーブラシを設置した。
錆び取り走行の際は人力で押して走行する。
28号資材台車
1995年8月製造。
現在、桜谷軽便鉄道に在籍している最古の車両。人車の廃車を受けて下部軌道（現こども人車軌道）へ移動したが、61号人車が登場したため、現在はこども人車軌道の車庫奥にて留置されている。

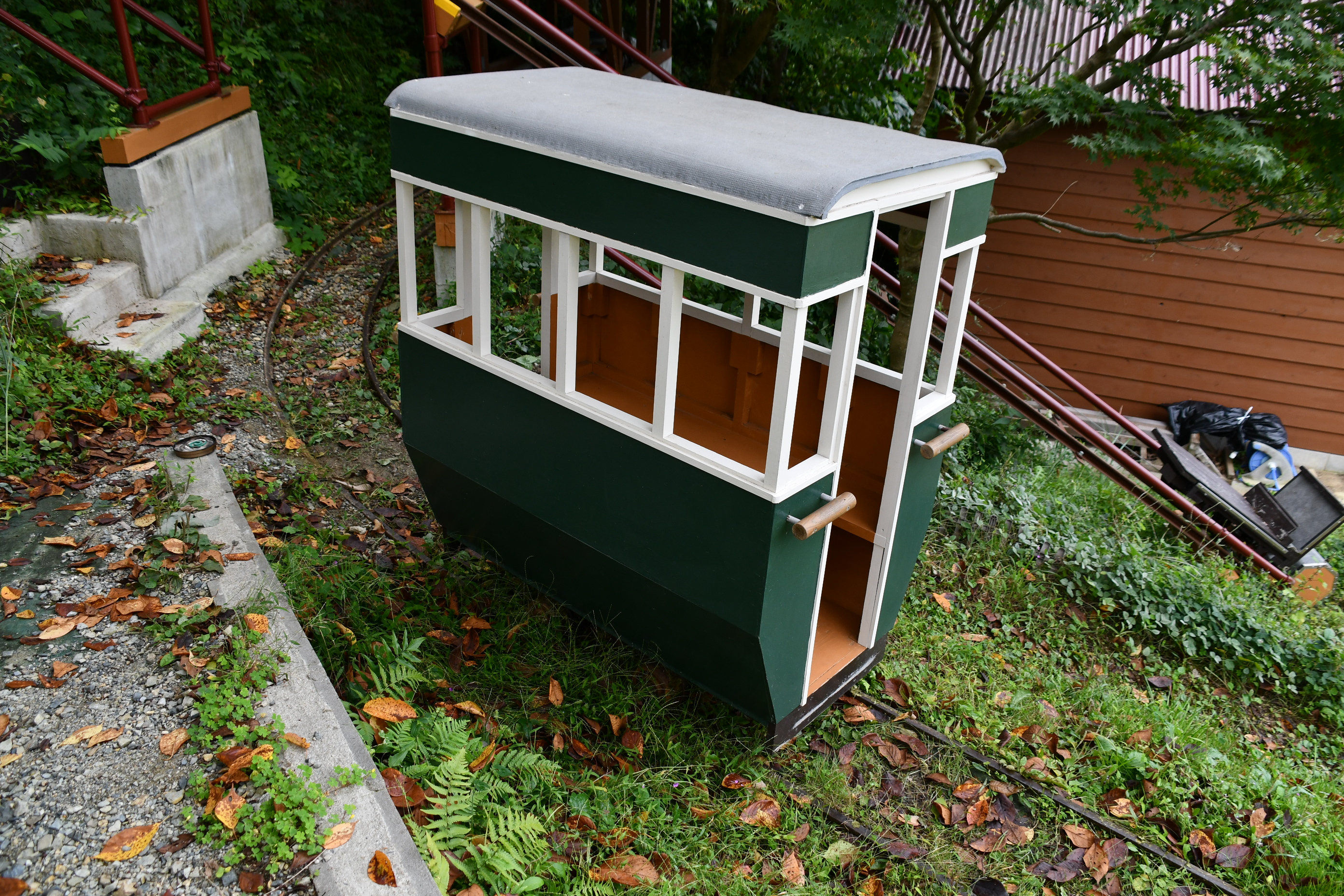
人車（二代）
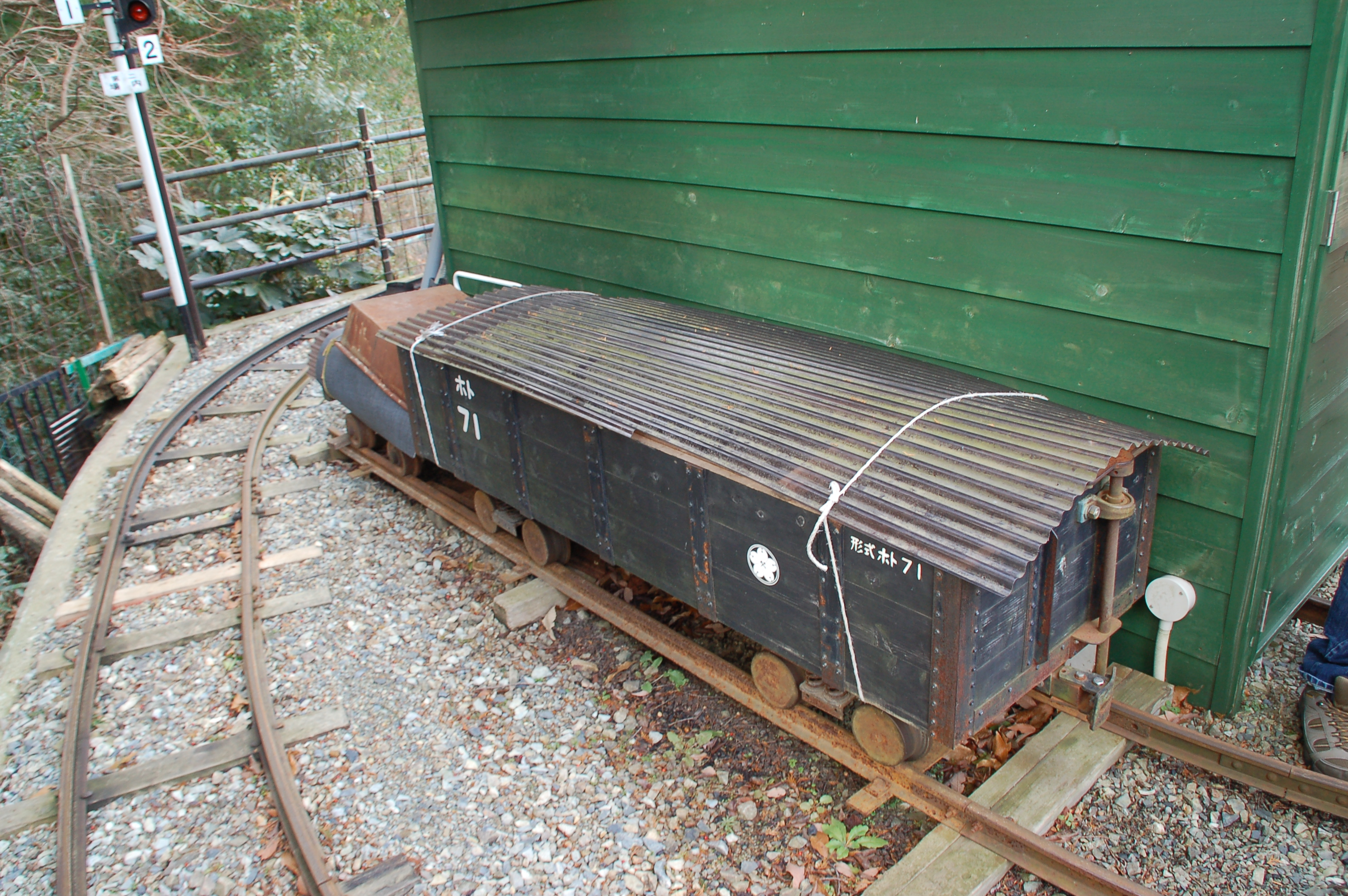
ホト71貨車（留置用の屋根を取り付けた状態）
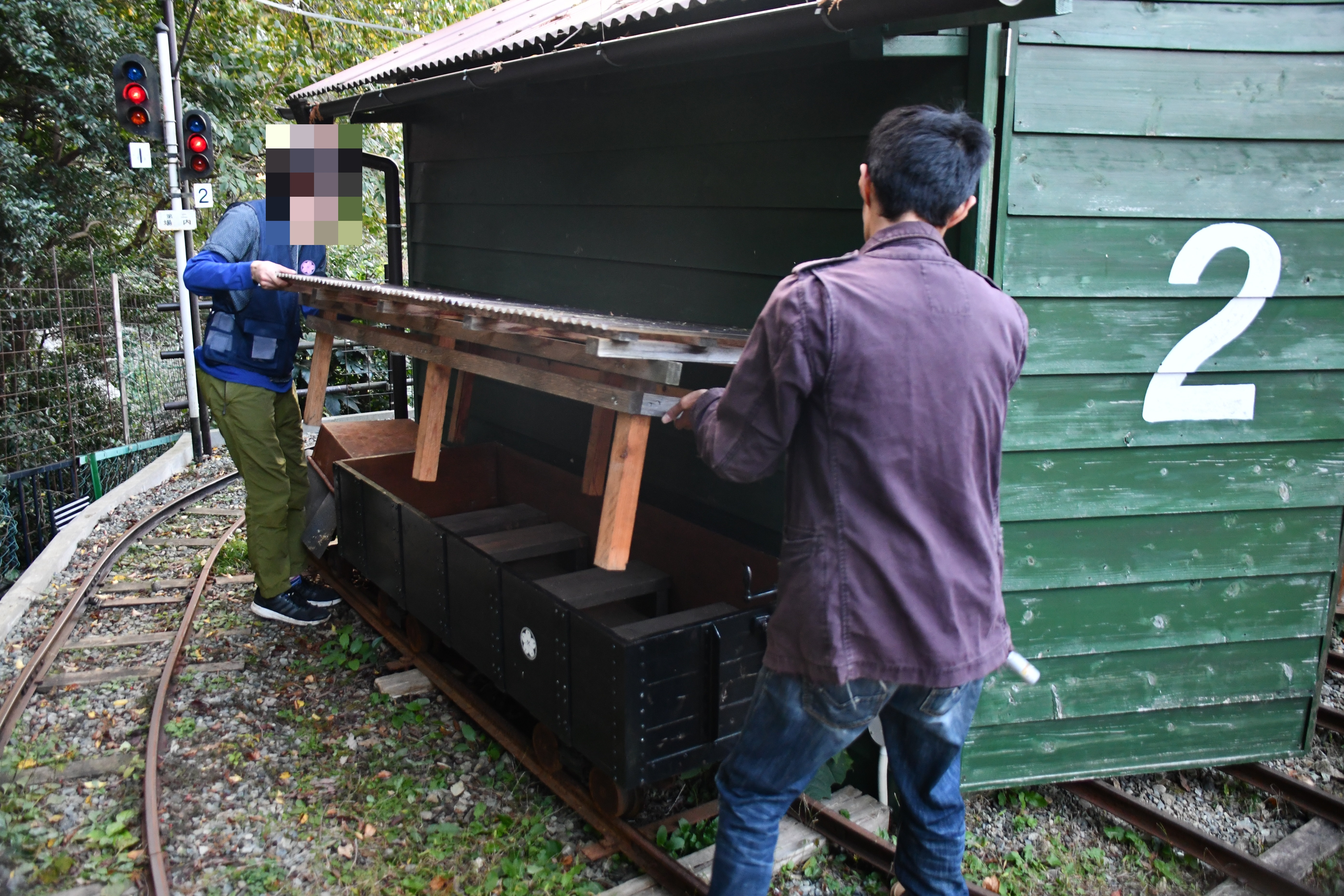
ホト71貨車（留置用の屋根を取り付けている様子）
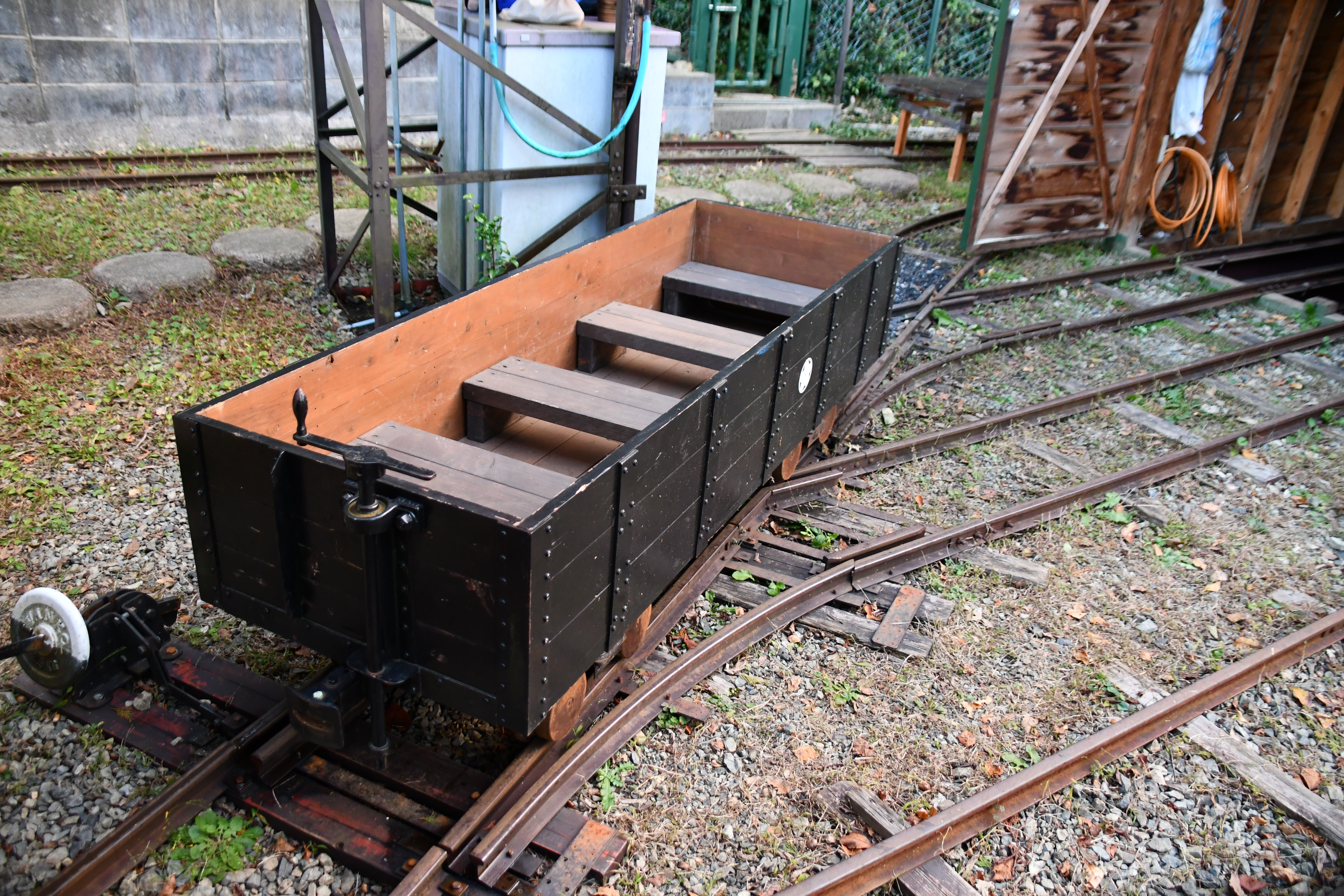
ホト71貨車
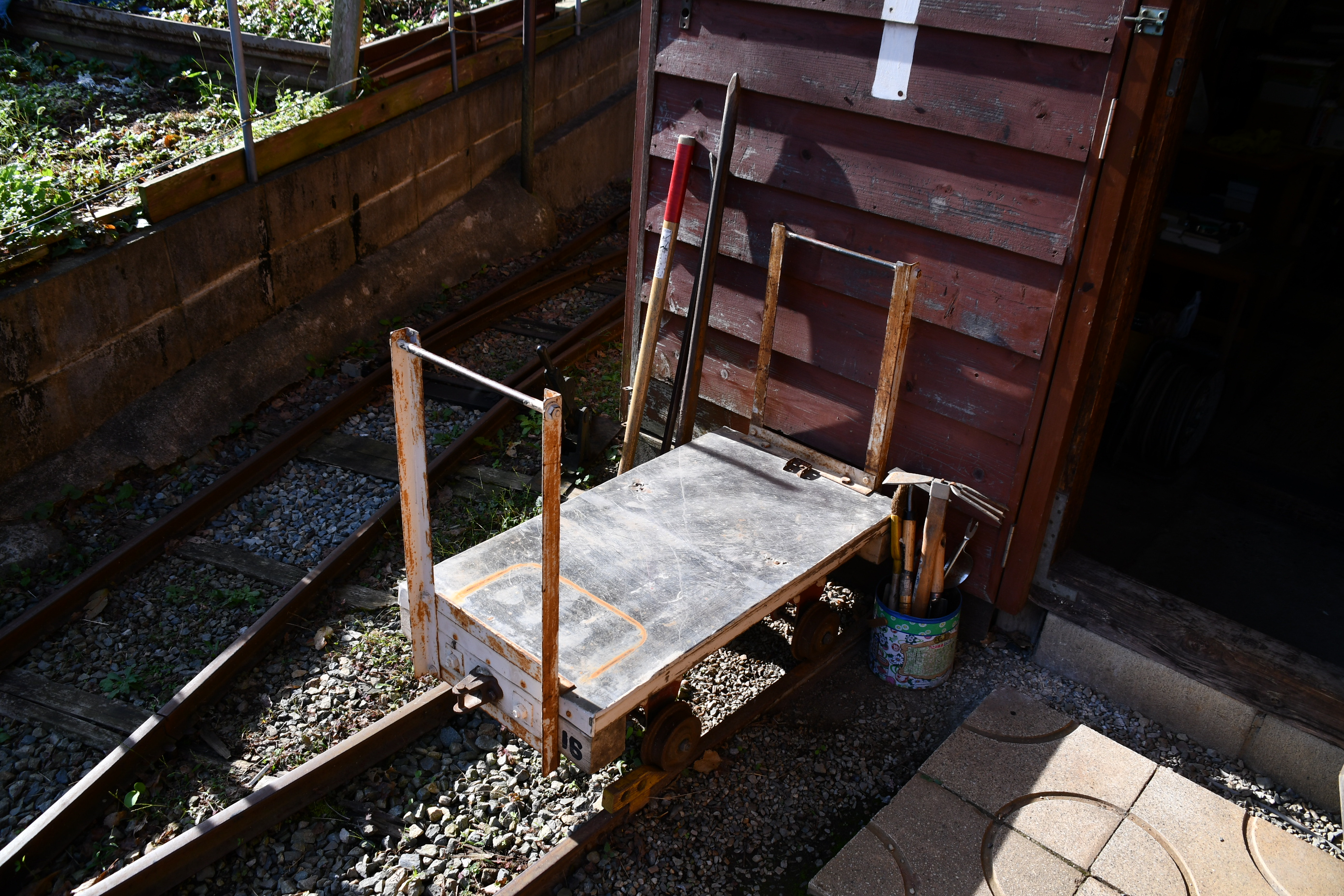
16号台車

### 廃車された、または寄贈された車両
2017年8月までに、電車1両、客車3両、機関車6両（電気機関車2両、ガソリン機関車3両、バッテリー機関車1両）、気動車1両、その他の車両5両の計16両が廃車または寄贈された。

#### 電車
デハ6（寄贈）
1999年10月製造、2011年3月寄贈、総出力116W（58W×2基）。モデルは花巻電鉄軌道線用「馬面電車」。茶色の電車。
両運転台車であったが、進行方向側運転台を撤去した上で寄贈された。

#### 客車
101号客車（寄贈）
1998年10月製造、2009年9月寄贈。茶色の客車。
桜谷初の旅客用車両。
201号客車（初代 廃車）
モデルは沼尻鉄道の車両。茶色の客車。
デッキつきの客車で子供に人気が高かったものの老朽化や定員数の問題などで廃車された。台車はホト71に流用。

#### 機関車
デキ3（電気機関車）
2006年8月製造、2017年8月廃車、総出力270W。モデルは銚子電鉄デキ3。緑色の機関車である。
電気機関車であるが、出張運転のためにバッテリー走行も可能。誕生当初は集電にオリジナルモデルと同じようにビューゲルを採用し、集電も良好だった。しかし、トロリーポール集電や分銅型パンタグラフにあわせて架線や建築限界を調整すると離線しやすく、ビューゲルに合わせるとパンタグラフが離線するというジレンマを起こし、結局デキ3も分銅型パンタグラフに換装し補助機関車として活躍していた。
DD11 9（電気式ガソリン機関車、寄贈）
2010年8月製造、2012年2月寄贈、総出力540W。モデルは国鉄DD11形。赤い機関車。
長編成を牽引するために製造され、桜谷軽便鉄道の機関車の中で最大のサイズを誇り、運転室に2名が乗車できた。前方ボンネットにガソリン発電機、後方のボンネットに抵抗器を搭載していた。現在は他社線に譲渡されている。
B5ガソリン機関車（寄贈）
2002年5月製造、2005年2月寄贈、総出力200W（100W×2基）。茶色の機関車。
5号電気機関車から一部部品を流用し製造された電気式ガソリン機関車。勾配のある南山線用に作られた機関車のため、桜谷軽便鉄道として電気ブレーキを初採用。
4号ガソリン機関車（寄贈）
1998年10月製造、2005年2月寄贈。茶色の機関車。
5号電気機関車（廃車）
1999年5月製造、廃車時期不明、総出力200W（100W×2基）。茶色の凸型機関車。
B5ガソリン機関車・モハ1408に部品流用。
1号バッテリー機関車（廃車）
1996年11月製造、廃車時期不明、総出力20W。茶色の機関車。
桜谷軽便鉄道最初の動力車。
- B5ガソリン機関車
- デキ3電気機関車

#### 気動車
キハ3（ガソリン動車　改造）
2003年2月製造、2013年11月改造しキハ3としては廃車、総出力232W。モデルは尾小屋鉄道キハ3。赤いガソリンカーである。
南山線初の自走車両。体験運転や免許試験などで多く活躍した。しかし、2012年7月にトラブルが発生して以降は運用されず、モーターの一部や制御器部分が外されるなど、事実上の休車となっていた。
- キハ3電気式ガソリンカー

#### その他の車両
61号人車（廃車）
2009年2月製造、2014年6月までに廃車。
下部軌道（現こども人車軌道）に走っていた人車（車号無し　初代）の老朽化に伴う置き換えで新造された客車で、いつでも自由に動かせた。
人車（車号なし初代　廃車）
1998年6月製造、2009年2月までに廃車。
10号鉱車（寄贈）
1996年7月製造、2008年6月寄贈。
3号バッテリー動車（寄贈）
1997年12月製造、2000年1月寄贈、総出力116W（58W×2基）。路面電車がモチーフの茶色の車両。
車両の一部をデハ6へ流用。
20号鉱車（廃車）
1997年7月製造、廃車時期不明。
- 61号人車

## 一般公開
桜谷軽便鉄道では、現在南山線とこども人車軌道に限り次の方法で一般公開されている。
貸切運転会
新型コロナウイルス感染症（COVID-19）の感染対策のため、月例運転会が開催できないため、2020年6月以降、月に2回の貸切運転会を実施している。
事前応募制で、1組30分間、1日4組限定で貸切できる。
応募多数の場合は抽選となる。
月例運転会
毎月第一日曜日の13:00-15:00に行われ、無料で開放・運行される。
2023年からダイヤが組まれ、全列車予約制となる。運転会中5分間隔で運行され、体験運転が可能な列車もある。
2020年までの月例運転会では整理券の配布を受けると、月例運転会中南山線の列車を体験運転することができた。
特別な事情がない限りは必ず第一日曜日に実施されるが、第一日曜日が元日の場合は第二日曜日に月例運転会が変更される場合がある。
桜谷まつり
1998年5月5日に軌道線が開通したことにちなんだ催しで、毎年5月5日には月例運転会に代わり、ほぼすべての列車が体験運転に運用されていた。なお、通常の運転会も第1日曜日に開催されるため、5月は2回運転会があることになる。また、5月5日が日曜日の場合は違う日に振り替え運転会が行われる。
2018年を最後に実施されていなかったが、2023年に再開した。

## 運転方法

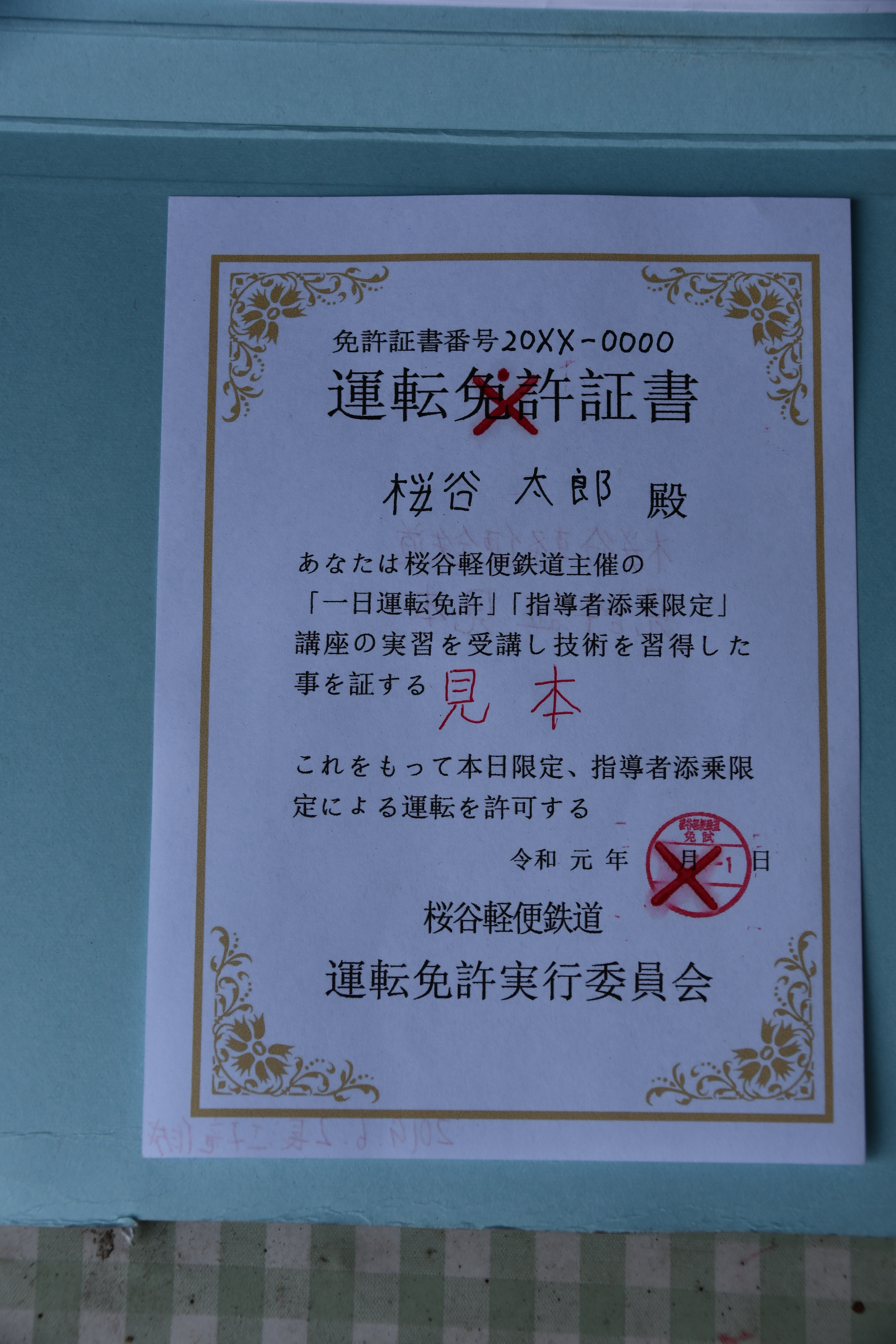
発行される1日免許証の見本

2019年11月の運転会より新規の講習・試験の受付を休止しているため、現在一般来場者は体験運転によってのみ運転することができる。
体験運転
スタッフ付き添いの上で南山線を1周運転することができる。スタッフ付き添いのため、幼児から大人まで誰でも運転できる。
2023年から事前予約制となった。
2020年まで、運転会の開始と同時刻の13:00からスタッフが配布する整理券を受け取ると、13:30頃から順次体験運転が可能となっていた。整理券の配布枚数は15枚で、先着順である。
免許制度（休止中）
2019年10月まで、桜谷軽便鉄道には免許制度（2012年2月に改正）が運用されていた。
以下は休止前に実施していた試験内容である。
いずれの免許も運転会当日の昼11時より受付を開始する。受験・免許発行などの費用は不要。ただし、受験・受講は先着5名まで。
1日免許（スタッフ添乗時限定）
初めて試験を受ける場合は、すべてこの免許になる。講習修了で免許証が発行される。
この免許を取得すると、スタッフが後ろについているときに限り、列車を運転できる。
受講資格は特にないが、スタッフの指示通りに機器を操作できることが条件である（推奨年齢6歳以上）。有効期限はその運転会限り。
1日免許（限定解除）
この免許を取得すると、列車を一人で運転できる。講習と実技試験がある。
受講・受験するには、1日免許（スタッフ添乗時限定）の取得が必要となる。年齢制限はないが、線路形状・信号機などをすべて覚える必要があるため、難易度はやや高く、合格率は50%程度。
本免許証発行までの仮免許であるため、有効期限はその運転会限りである。
またこの試験に合格できなかった場合でもスタッフ添乗時限定免許が発行される。
本免許
1日免許（限定解除）取得者のうち特に優秀な運転士に発行される。顔写真つきで有効期限は1年間。

- 発行される1日免許証の見本